# حافلة مفصلية

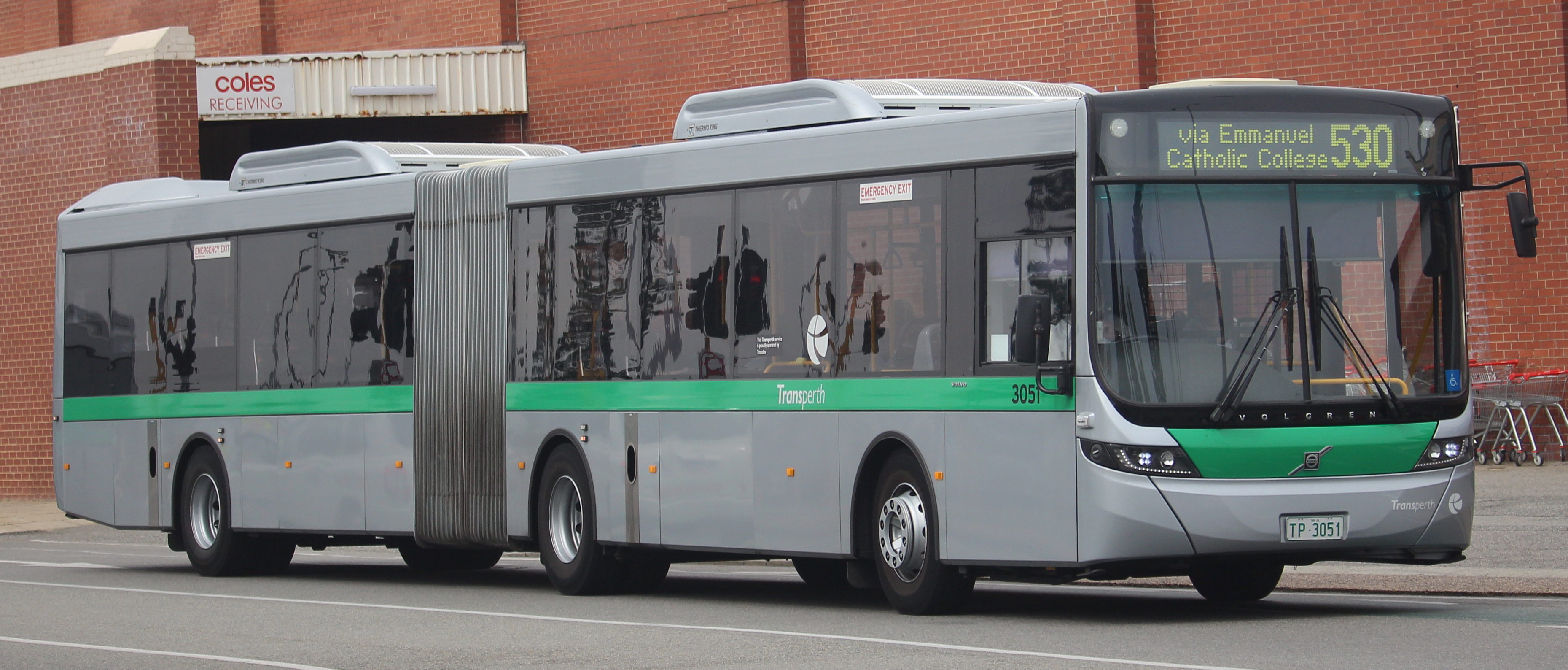
حافلة مفصلية من نوع فولفو بي 8 آر إل إي أيه بهيكل خارجي من نوع فولغرين أوبتيموس وتُشغلها شركة ترانسبرث الأسترالية.

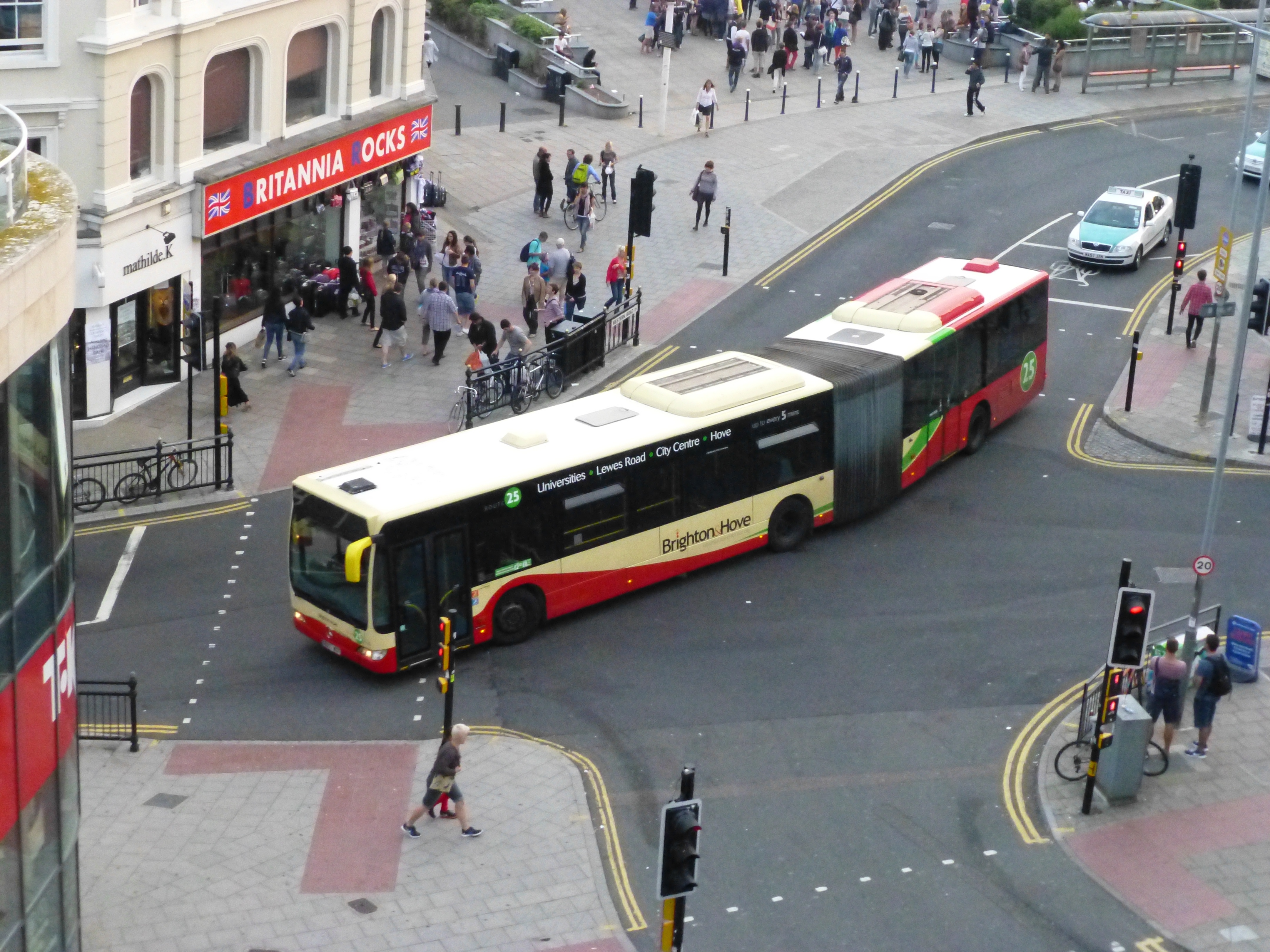
حافلة مفصلية من نوع مرسيدس-بنز سيتارو، وتظهر مُنطوية أثناء أخذها للمنعطف.

الحَافِلةُ المِفْصَلِيَّة أو الحَافِلةُ المُزدَوَجَة أو الحَافِلةُ الثُّنَائِيَّة (سواءً كانت حافلة آلية أو حافلة سطحية التمديد الكهربائي) هي مركبة مفصلية تستخدم في وسائل النقل العام. تكون عادة مؤلفة من طابق واحد، وتتكون من قسمين ثابتين أو أكثر مرتبطين بمفصل محوري محاط بوسادة حماية هوائية من الداخل والخارج ولوح تغطية على الأرضية. يسمح ذلك بطول قانوني أكبر من الحافلات ثابتة الهيكل، وبالتالي زيادة سعة الركاب، بينما لا يزال هذا الشكل يعطي للحافلة حرية كافية بالحركة والمناورة.
نظرًا لسعة الركاب العالية، غالبًا ما تستخدم الحافلات المفصلية كجزء من مشاريع النقل السريع بالحافلات (BRT)، ويمكن أن تكون موجهة ميكانيكياً (غالباً بمسارات أو سكك حديدية خاصة). يبلغ طول الحافلات المفصلية 18 متراً (حوالي 60 قدماً) بينما طول الحافلات الثابتة يكون عادة بين 11 و 14 متراً (بين 36 و 45 قدماً تقريباً). التنظيم الشائع للحافلات المفصلية هو أن يكون لها قسم أمامي من محورَيْ دوران يقودان قسمًا خلفيًا بمحور واحد، ويكون محور القيادة (المحور المرتبط بالمحرك والذي يدفع كامل الحافلة) مثبتاً مكان إحدى هذه المحاور سواءً على القسم الأمامي أو الخلفي. تحتوي بعض الحافلات المفصلية على تنظيم للانعطاف على المحور الخلفي الأخير حيث يلتف بشكل طفيف عكس محور الانعطاف الأمامي الرئيسي، مما يسمح للحافلة بالتعامل مع المنعطفات الأضيق، على غرار شاحنات الإطفاء التي تعمل في داخل المدن. هناك نوع أقل شيوعًا من الحافلات المفصلية هو الحافلة ثنائية المفصل، حيث تحتوي هذه الحافلات على قسمين مقطورَين (مَجرُورَين) بدلاً من قسم واحد. تسع الحافلات ثنائية المفصل حوالي 200 شخص، ويبلغ طولها حوالي 25 متراً (82 قدماً تقريباً)؛ بناءً على هذا، يتم استخدامها بشكل شبه حصري على الطرق الرئيسية العريضة عالية التردد وفي خدمات النقل السريع بالحافلات.

## التاريخ

حافلة من نوع سوبر توين، تعد من النماذج الأولية للحافلات المفصلية، يتضح في الصورة مفصلها العمودي لتلائم المنحدرات الشديدة.

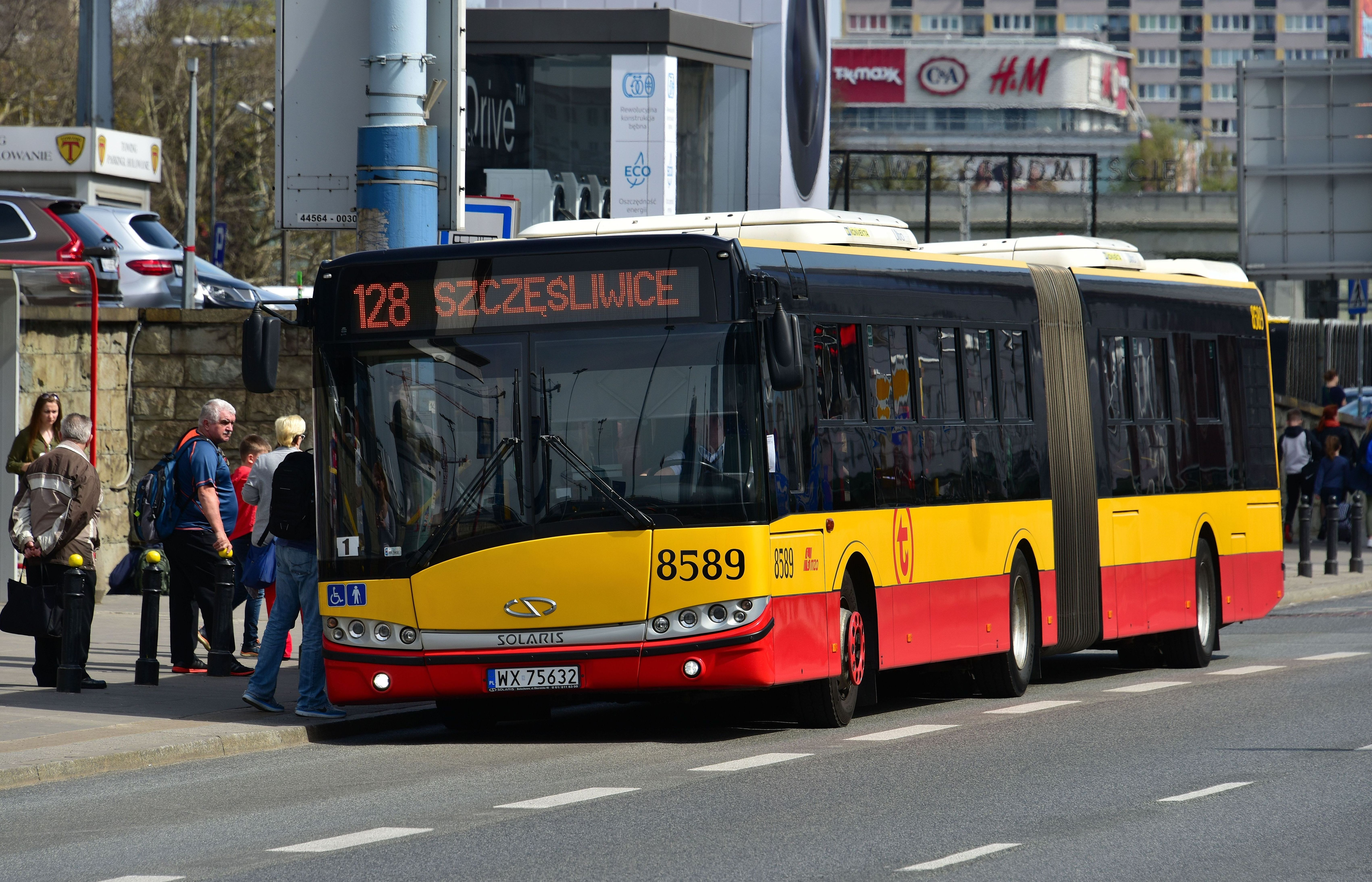
حافلة مفصلية من نوع سولاريس أوربينو 18 في وارسو، بولندا عام 2018.

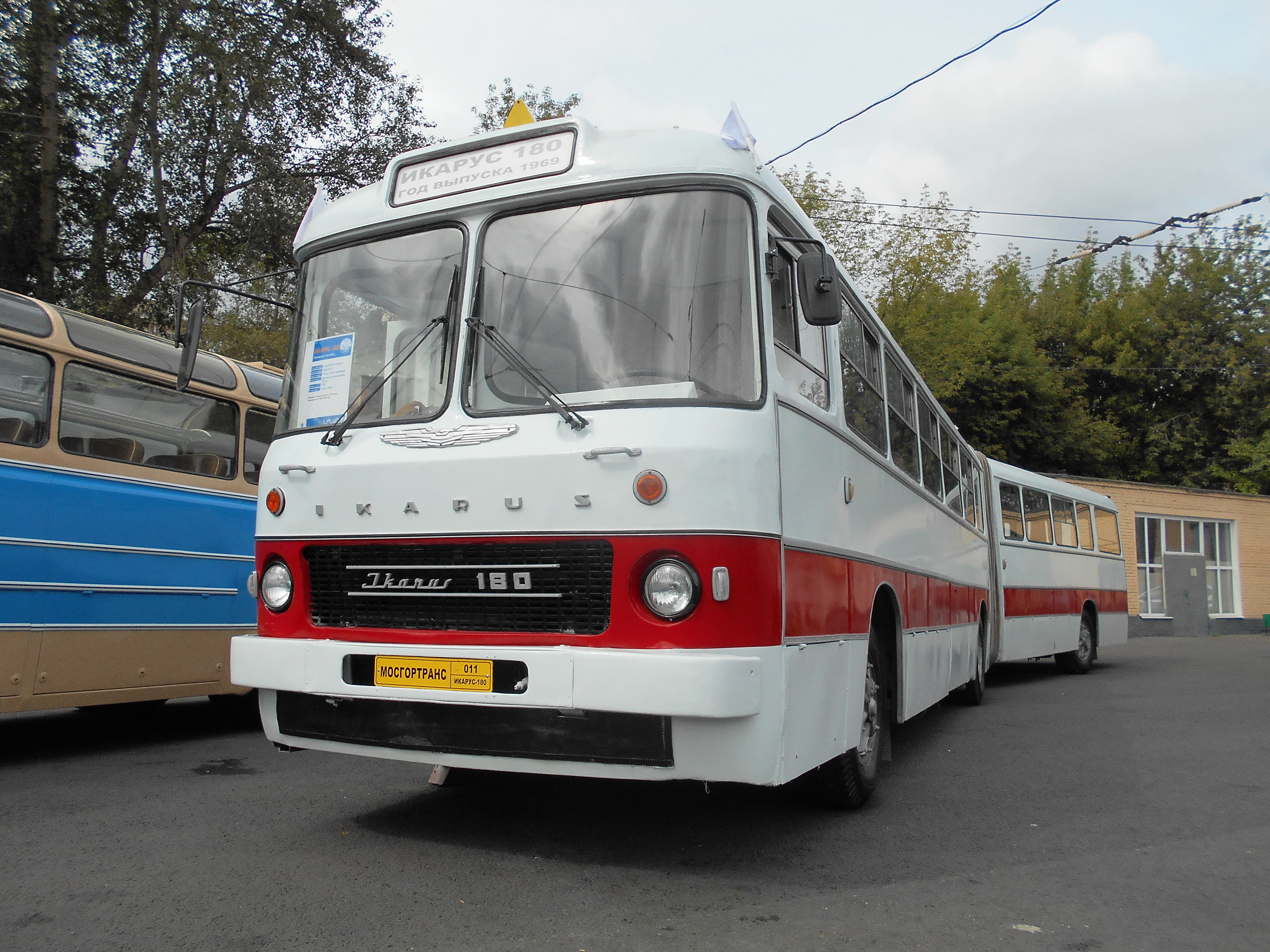
حافلة مفصلية مُرمَّمة ومُجَدَّدة من نوع إيكاروس 180 في موسكو عام 2016.

ظهرت نماذج مبكرة للحافلات المفصلية في أوروبا في عشرينيات القرن الماضي. في عام 1938، صنعت شركة توين كوتش حافلة "سوبر توين" المفصلية لمدينة بالتيمور الأميريكية. هذه الحافلة، والتي كانت تمتلك أربعة محاور دوران مثبتة على جسم طوله 14 متراً تقريباً (47 قدماً)، كانت مُمَفْصلةً فقط بالاتجاه العمودي لتُلائم المنحدرات الشديدة. كان قد تم بناء 15 نموذجًا من سوبر توين ببلوغ عام 1948، ولكن توقفت صناعتها بعد ذلك. وفقًا للتغطية المعاصرة، كانت سعة سوبر توين 58 شخصاً على المقاعد و 120 شخصاً ككل، وكانت تزن 12500 كغ (27500 رطل).
في العاصمة المَجَريَّة بودابست، ظهرت النماذج الأولى من حافلة "إيكاروس 180" (سميت كذلك لسعتها البالغة 180 راكبًا) في عام 1961. أقيم معرضٌ في بودابست في مُتحف التقنية والنقل المَجَري في عام 2010 بعنوان "الحافلة المفصلية عمرها 50 عاماً". كانت إيكاروس 180 تُنتَج بكميات محدودة في عام 1963، ودخلت مرحلة الإنتاج الضخم في عام 1966؛ وتوقف إنتاجها في عام 1973 عندما أطلقت الشركة نموذجاً أحدث، هو إيكاروس 280.

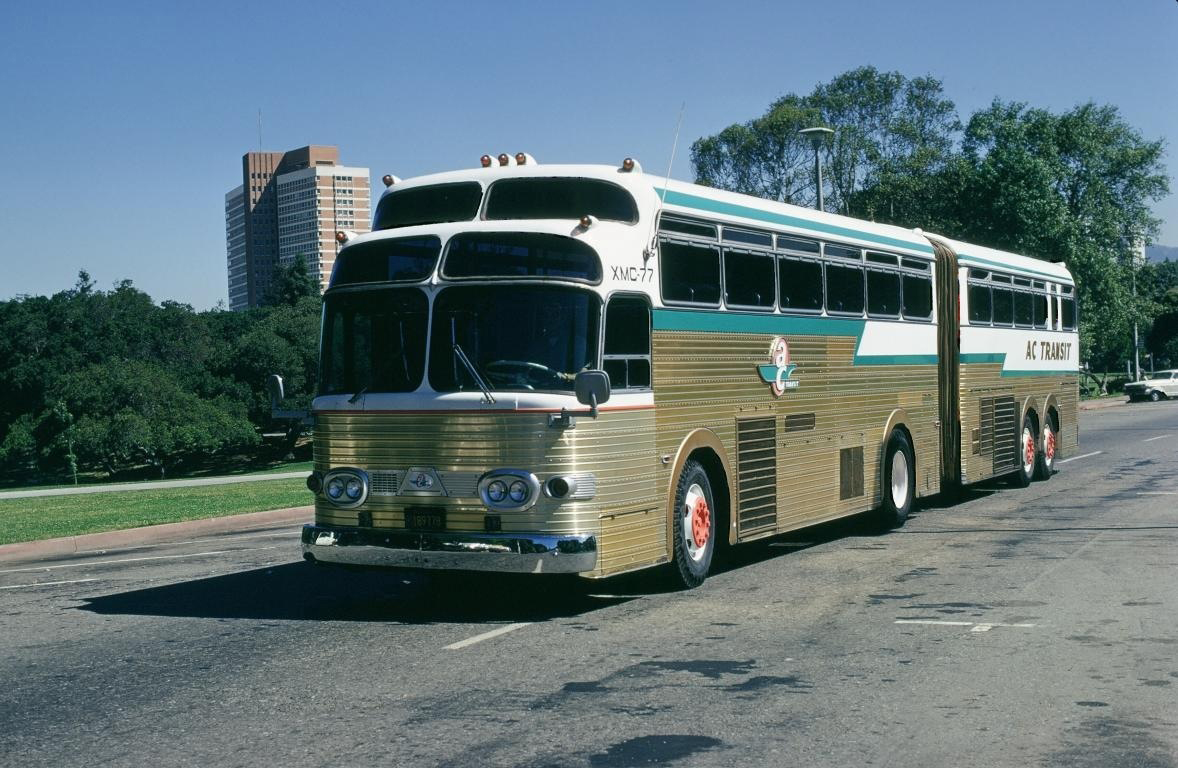
حافلة إكس إم سي - 77 والتي يُشغلها القسم العام للنقل في مقطاعتي ألاميدا وكونترا كوستا الأميريكيتان.

في منتصف الستينيات، كان قسم النقل العام في مقاطعتي ألاميدا وكونترا كوستا (اختصاراً: إيه سي ترانسيت) بولاية كاليفورنيا أول من استخدم الحافلات المفصلية الحديثة في الولايات المتحدة، حيث قام بتشغيل الحافلة السياحية التجريبية "إكس إم سي - 77" (والمُصَمَّمَة على طراز الحافلات سوبر جولدن إيجل الخاص بشركة كونْتِنِنْتال تريلوايز للحافلات والسيارات) على بعض خطوط النقل الداخلي في منطقة خليج سان فرانسيسكو. حافلة إكس إم سي - 77، تمت صناعتها في الأصل عام 1958، ثم اشتراها قسم إيه سي ترانسيت في أكتوبر 1965 وأطلق عليها لقب "قطار الطريق السريع"، وقامت برحلتها الأولى على الخط "إن" في 14 مارس 1966؛ قُدم للركاب على الرحلة الافتتاحية تذاكر تذكارية خاصة. ظهرت إكس إم سي - 77 في وقت لاحق لخدمة العامة في مواقع مختلفة من شرق الخليج وفي محطة النقل الدخلي في الخليج. وفرت الحافلة مقاعد لـ 77 راكبًا (مصبوغة باللونين البني والبرتقالي) وصالة للمراقبة، وأخيراً طاولة ورق تسع أربعة أشخاص. كان طول الحافلة 18.3 متراً (60 قدماً) وارتفاعها 3.3 أمتار (10 أقدام تقريباً) وتعمل بمحرك بقوة 262 حصاناً (195 كيلو واط). الجهة التي قامت بهندسة إكس إم سي - 77 هي شركة دالو كاثر المحلية.
في أواخر السبعينيات وأوائل الثمانينيات، كانت الحافلات المفصلية في الولايات المتحدة تُستورد من أوروبا. وخلال هذا الوقت، أدى ارتفاع تكاليف التشغيل إلى استحواذ المنظمات الحكومية على أنظمة النقل، حاجة هذه المنظمات لخفض تكاليف العمالة (السائقين) يعني نقل المزيد من الركاب في مركبة واحدة. شكًّل قسما نقل مقاطعة كينج وولاية كاليفورنيا اتحاداً شرائياً في عام 1976، منح هذا الاتحاد لاحقًا عقدًا إلى المشروع المشترك بين شركتي مان الألمانية وأيه إم جينيرال الأميريكية حيث تقوم الأولى بصناعة حافلات من نوع إس جي 220 في ألمانيا، وتقوم الثانية بتجميعها في أمريكا. وفي الوقت نفسه، أبرمت مؤسسة كراون الأميريكية اتفاقية مع شركة إيكاروس المجرية لإنتاج حافلات مفصلية سُميت كراون-إيكاروس 286، حيث تجمع هذه الحافلات مجموعات قدرة (المكونات الرئيسية التي تولد الطاقة وتنقلها للعجلات) أمريكية الصنع مع هياكل ميكانيكية مجرية الصنع من نوع إيكاروس 280.
تم استخدام الحافلات المفصلية أيضًا في كل من أستراليا، النمسا (من نوع جراف آند ستيفت)، إيطاليا، ألمانيا (الأنواع غوبشات، إيميلمان، غوبل، ديواج وفيتر)، كندا (من نوع إل إف إس)، المجر (من نوع إيكاروس)، بولندا (من نوع يلتش أيه پي 02)، ورومانيا (من نوع دي أيه سي 117 يو دي). تم بناء أول حافلات مفصلية بريطانية حديثة بواسطة شركة ليلاند-داب واستخدمت في مدينة شفيلد في الثمانينيات. تم سحبها لاحقًا من الخدمة لأن تكلفة صيانتها كانت عالية.  

## المَيِّزات والعيوب

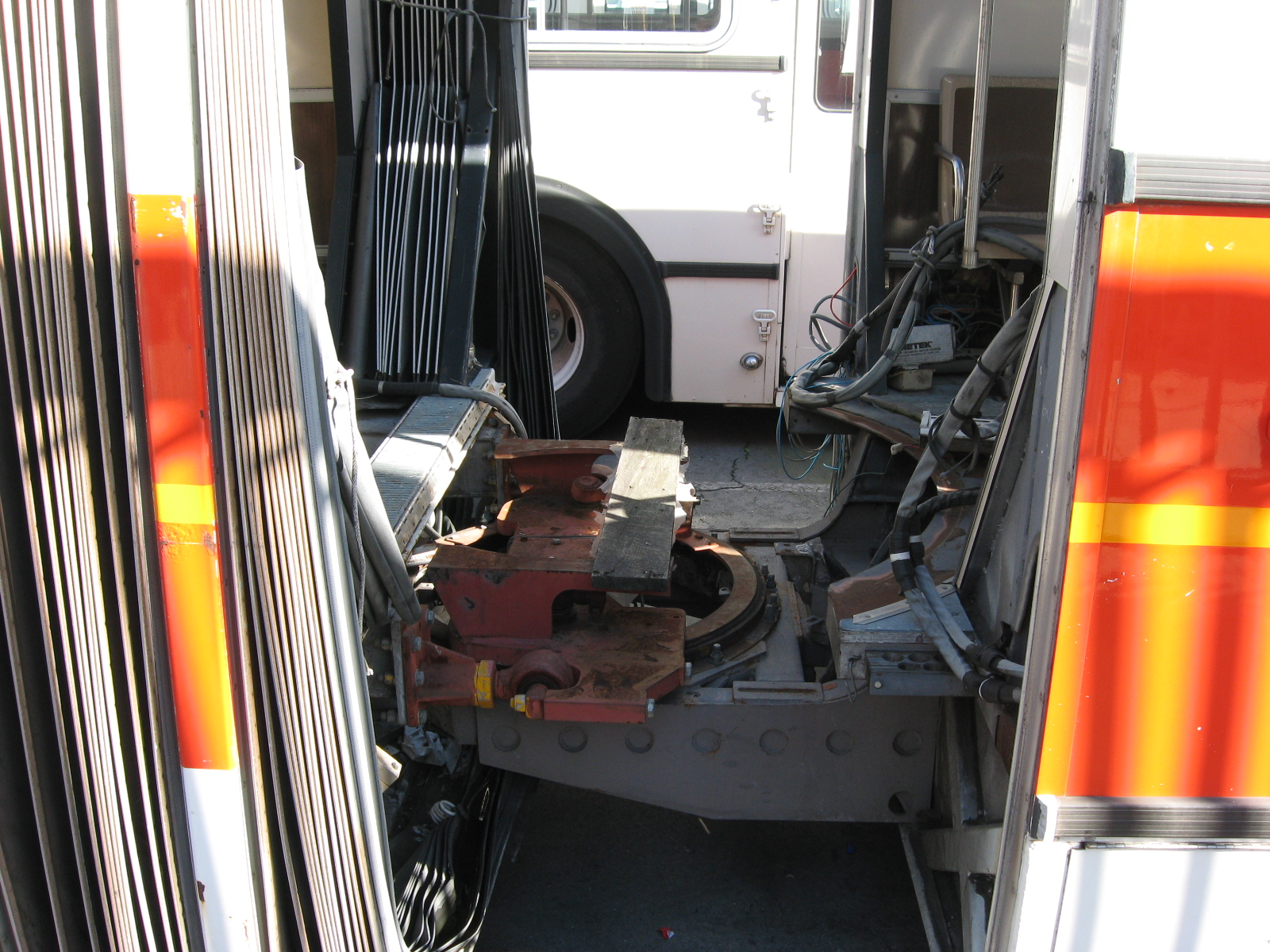
آليات ومكونات المفصل.

### المَيِّزات
الفوائد الرئيسية التي تُقدمها الحافلات المفصلية ولا تستطيع الحافلات ذات الطابقين تقديمها هي إمكانية الصعود والنزول السريعين والمتزامنين للركاب من خلال أبواب أكثر وأكبر، كما أن لها سعة ركاب أكبر إلى حد ما، حيث تسع الحافلات المفصلية بين 94 و120 راكباً مقابل 80 إلى 90 راكباً في الحافلات ذات الطابقين، كما أنها مستقرةٌ أكثر لأن لها مركز جاذبية أخفض، للحافلات المفصلية كذلك مقدمة أصغر حجماً فيكون لها مقاومة أقل للهواء من الحافلات ذات الطابقين وبالتالي استهلاك أقل للوقود، وغالبًا ما يكون لها نصف قطر دوران أصغر، وسرعةُ خدمةٍ قُصوى أعلى، والقدرة على المرور تحت الجسور المنخفضة، وأخيراً إمكانية وصول أفضل للأشخاص ذوي الإعاقة وكبار السن.

### العُيوب
في بعض الظروف الخاصة بالمناطق الحضرية (كالمناطق ذات الشوارع الضيقة والمنعطفات الحادة)، قد تتورط الحافلات المفصلية في حوادث أكثر بكثير من الحافلات التقليدية. قُدرت حوادث الدهس وأذية المشاة التي تسببها حافلات لندن المفصلية بأكثر من خمسة أضعاف معدل حوادث جميع الحافلات الأخرى، وأكثر من الضعف بالنسبة للحوادث المتعلقة بسائقي الدراجات الهوائية. في الوقت الذي شكلت فيه الحافلات المفصلية حوالي 5% فقط من أسطول حافلات لندن، شاركت في 20% من جميع الوفيات المرتبطة بالحافلات، أدت هذه الإحصاءات في النهاية لاستبدالها وإيقاف استعمالها في لندن. ومع ذلك، قد تكون إحصاءات السلامة هذه مُضَللة جزئيًا لأنّ الحافلات كانت تستخدم في أكثر الطرق انشغالاً في أكثر المناطق ازدحامًا في المدينة، لذا قد يكون من البديهي ازدياد معدلات الوفيات التي تُسببها بالمقارنة مع الحافلات الأخرى.

## الاستخدام
الحافلة المفصلية مركبة طويلة وتتطلب عادة سائقًا مدربًا بشكل خاص، لأن المُنَاورة بالمركبة (خاصةً عكسُ الاتجاه) يمكن أن تكون صعبة. في الحافلات المفصلية السَّاحبة (التي يكون محركها في القسم الأمامي من الحافلة)، قد يخضع القسم المَقطُور لقوى جذب مركزية غير اعتيادية، والتي يمكن أن تكون غير مريحة بالنسبة للعديد من الأشخاص، إلا أن الحافلات الدافعة (التي يكون محركها في القسم الخلفي من الحافلة) لا تواجه هذه المشكلة بتاتاً. على كل حال، لاقت الحافلة المفصلية نجاحاً كبيراً في العاصمة المجرية بودابست. حيث تُشغل شركة النقل الداخلي بالمدينة (BKV) أكثر من 1000 حافلة مفصلية يومياً منذ أوائل السبعينيات. وكذلك تدير الشركة المجرية فولان مئات الحافلات المفصلية على الخطوط بين المدن.

### أوروبا

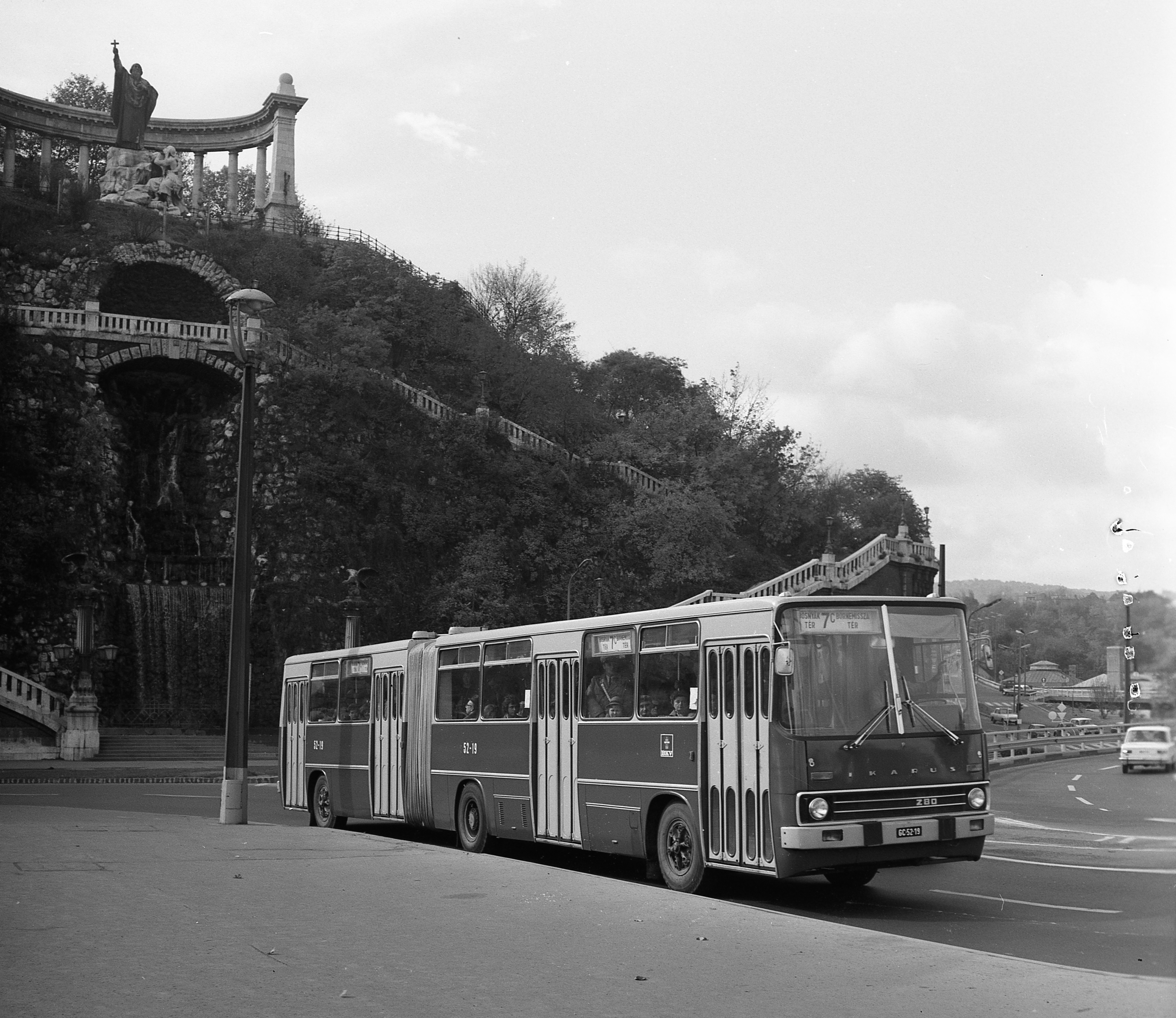
حافلة من نوع إيكاروس 280 في المجر عام 1975.

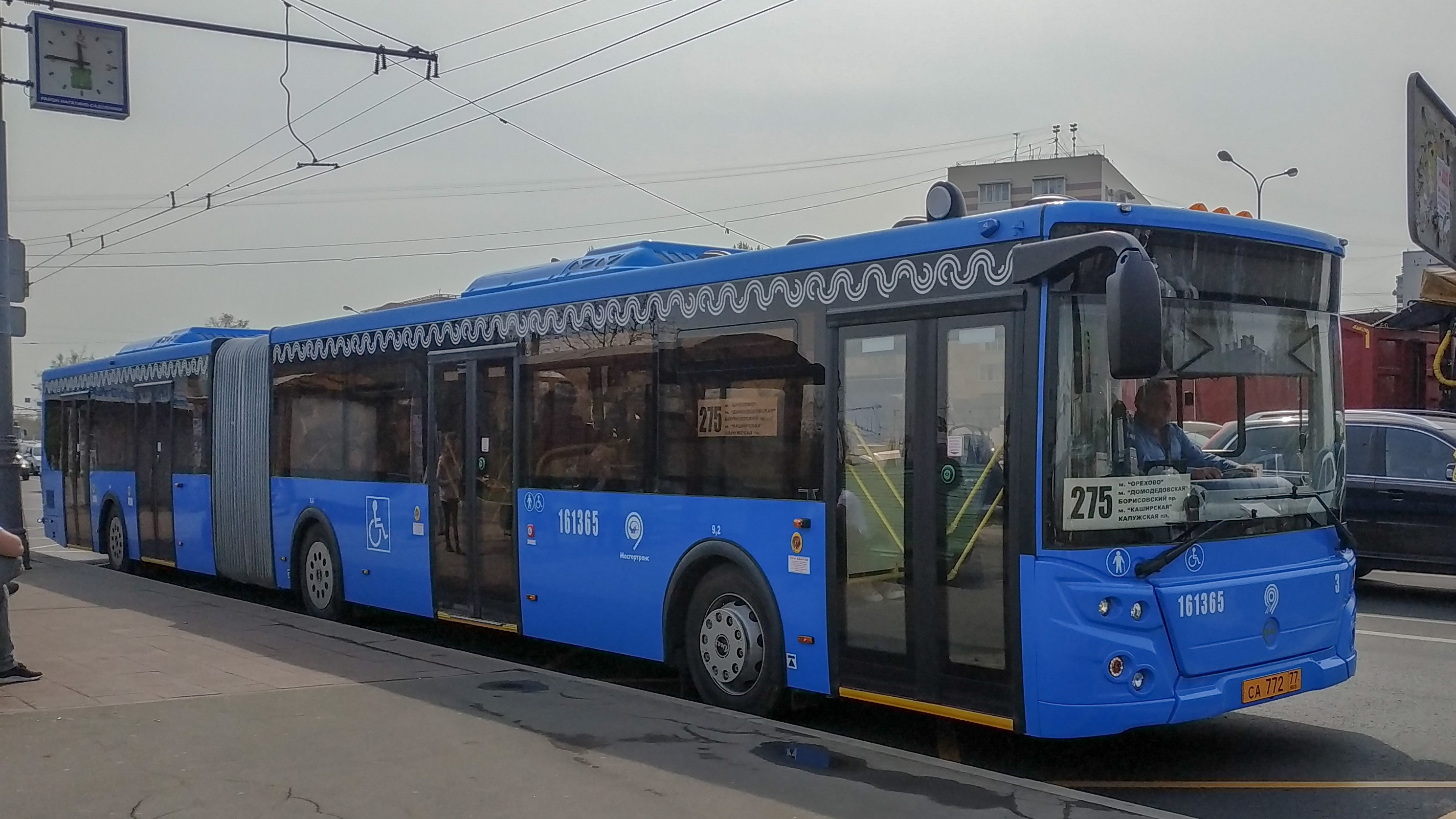
حافلة مفصلية من نوع لِي أيه زد - 6213 في موسكو.

استُخدمت الحافلات المفصلية في معظم البلدان الأوروبية لسنوات عديدة. أصبحت الحافلات المفصلية شائعة في أوروبا لسعتها الكبيرة مقارنة بالحافلات العادية. في العديد من المدن، حالت جسور السكك الحديدية المنخفضة دون استخدام المركبات ذات الطابقين، والتي لم تحقق أبدًا شعبية كبيرة في هذه المناطق. لا تُسبب الأسلاك العلوية للترام، وللحافلات سطحية التمديد الكهربائي، وما يُشبهها مشاكل فعلية، حيث أن الحد الأدنى للمسافة بين مستوى الطرق وأسفل الجسور مشترك في جميع أنحاء الاتحاد الأوروبي ويفوق ارتفاع المركبات ذات الطابقين، وإلا ستواجه العديد من مركبات الشحن مشاكل خطيرة في عملها الاعتيادي.

#### مالطا
من 3 يوليو 2011 حتى 28 أغسطس 2013، تم استخدام حافلات مرسيدس سيتارو المفصلية التي تم شراؤها من لندن في مالطا من قبل شركة أريفا على عدد من الخطوط في جميع أنحاء البلاد. أدت عدة حرائق خطيرة في محركاتها إلى سحبها من الخدمة، كما أنها كانت متسببة في زيادة الازدحام المروري والحوادث المتعلقة بالمشاة وراكبي الدراجات الهوائية.

#### المملكة المتحدة
حتى عام 1980، كانت الحافلات المفصلية غير قانونية على طرق المملكة المتحدة. إلا أنه وفي عام 1979 قامت إدارة نقل الركاب في مقاطعة جنوب يوركشير بتجربتها على الشوارع حيث استخدمت حافلات مفصلية مصنعة من قبل شركتي مان وليلاند-داب وأدى ذلك إلى تغيير القانون، لكن سرعان ما تم إيقاف التجربة عام 1981 لأن الحافلات ذات الطابقين اعتبرت بشكل عام أقل تكلفة سواءً لشرائها أو تشغيلها. حيث كانت تكلفة ووزن الهيكل المُقوَّى والدرج في الحافلات ذات الطابقين أقل من تكلفة ووزن محاور الدوران الإضافية وآليات المفاصل في الحافلات المفصلية. ساهمت التقنيات الحديثة في تخفيف الوزن الإضافي، كما أدت الميزات التي تقدمها الحافلات المفصلية سواءً الأرضية المنخفضة على طول الحافلة مما يتيح وصولاً أسرع وأسهل أو أبواب الدخول الإضافية التي تساعد على تحميل الركاب بسلاسة أكبر إلى إعادة النظر في استخدام الحافلات المفصلية في المملكة المتحدة.

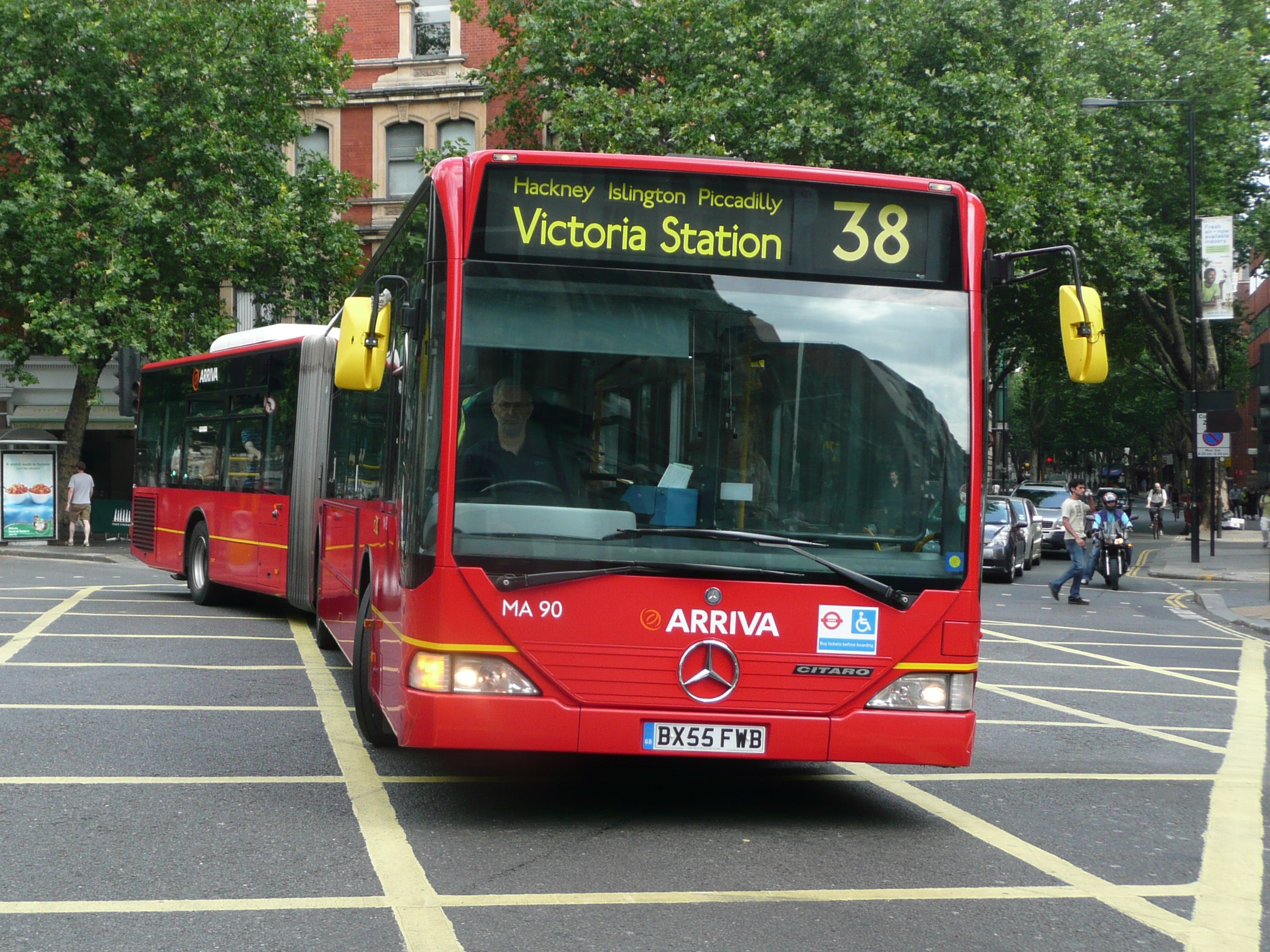
حافلة مفصلية في لندن من نوع مرسيدس-بنز سيتارو جي على خط حافلات لندن رقم 38، وتظهر الحافلة مَثْنِيَّة.

في لندن، تم استخدام الحافلات المفصلية على بعض الخطوط بين عامي 2001 و2011، إلا أنها لم تحقق نجاحاً كافياً. وعد بوريس جونسون، عمدة لندن السابق، في الفترة التي تسبق الانتخابات البلدية لعام 2008 بتخليص المدينة من الحافلات المثيرة للجدل واستبدالها بحافلات ذات طابقين.
أما في المناطق الأخرى من المملكة المتحدة، يتم تشغيلها بشكل عام على مسارات مخصصة لزيادة أعداد الركاب، وليس عبر شبكات نقل كاملة. وعلى هذه الخطوط، يكون الصعود على الحافلات مفتوحاً وبدون إشراف أحد الموظفين، حيث أن الجميع يدخل الحافلة من خلال ثلاثة أبواب ويُتطلب شراء التذاكر مُسبقاً. وبناء على هذا، تبين أن معدلات التهرب من دفع الأجرة في الحافلات المفصلية أعلى بثلاث مرات على الأقل من الحافلات التقليدية حيث يتم مراقبة دخول الركاب من قبل السائق أو قاطع التذاكر. كانت الطريقة الوحيدة للتحقق من الركاب المتهربين هي وضعُ فرق كبيرة من مفتشي التذاكر على طول الحافلة وفحص جميع التذاكر مع إبقاء الأبواب مغلقة، مما يؤدي إلى تأخير الحافلة. نظرًا لأن الحافلات المفصلية كانت تميل إلى خدمة المناطق الفقيرة نسبياً، فمن المشتبه فيه أن هذا كان عاملاً مساهمًا في وقوف هيئة النقل في لندن (TfL) ضدها.

### آسيا

#### مكة المكرمة
في 3 أكتوبر 2017، وقع رئيس هيئة تطوير منطقة مكة المكرمة خالد الفيصل عقداً لتوريد وتشغيل وصيانة 160 حافلة مفصلية ألمانية الصنع بطول 18 متراً وبقدرة استيعابية تبلغ 125 شخصاً تقريباً لكل حافلة مع التحالف المكون من شركتي نسما السعودية وتي سي سي الإسبانية. خُصص للحافلات المفصلية 5 مسارات سريعة النقل (BRT) بطول إجمالي 103 كم تقريباً لخدمة أهالي المنطقة بشكل رئيسي وكذلك لخدمة الحجاج والمعتمرين، وتمت تهيئة الحافلات لذوي الاحتياجات الخاصة باستخدام تقنيات الهيدروليك مع إتاحة خدمة الواي-فاي للركاب، كما تعتبر الحافلات صديقة للبيئة لاستخدام محركات يورو-4. في 26 أغسطس 2019 أعلنت هيئة تطوير منطقة مكة المكرمة عن إدخال نظام نقل ذكي للحافلات لخدمة الحجاج والمعتمرين بالتعاقد مع شركة إن أيه سي اليابانية. حتى 7 سبتمبر 2020 بلغت نسبة إنجاز البنية التحتية لمسارات الحافلات 22%، أما المخطط الشامل لمبيت الحافلات، فقد وصلت نسبة إنجازه 30%.

#### فلسطين المحتلة
في القُدس والمناطق المُحتلة، ينتشر استخدام الحافلات المفصلية -التي يطلق عليها محلياً الحافلات الطويلة- على نطاق واسع، حيث تُعتبر الحافلات الطويلة هناك فعالة ومفيدة، وهي تعمل في المناطق المُحتلة منذ منتصف السبعينات. خلال النزاع الفلسطيني الإسرائيلي، غالبًا ما كانت حركات المقاومة الفلسطينية والعمليات الانتحارية تستهدف هذه الحافلات خلال ساعات الذروة، حيث يُمكن أن تحتوي حافلة مفصلية مُزدحِمة على أكثر من 100 راكب. نتيجة لموجة التفجيرات الجماعية خلال انتفاضة الأقصى، تم تطبيق إجراءات أمنية واليوم العديد من الحافلات المفصلية في القُدس والمناطق المحتلة يرافقها حارس أمن.

#### الصين
كان لدى العديد من المدن الصينية الكبرى أساطيل من الحافلات المفصلية قبل أواخر التسعينات. ومنذ ذلك الحين تم استبدال بعض هذه الأساطيل بحافلات ذاتُ قسم واحد باستثناء عدد قليل من المدن، تحديداً بكين وشانغهاي وهانغتشو. بينما وخلال الألفينيات، أدى التوجه القوي نحو تأسيس نظم النقل السريع بالحافلات (BRT) إلى إعادة تقديم الحافلات المفصلية لاستخدامها في النقل السريع في مدن مثل تشانغتشو، تشنغدو، داليان، غوانزو، جينان، كونمينغ، شيامن، يانتشنغ، تساوتشوانغ وتشنغتشو.

#### ماكاو

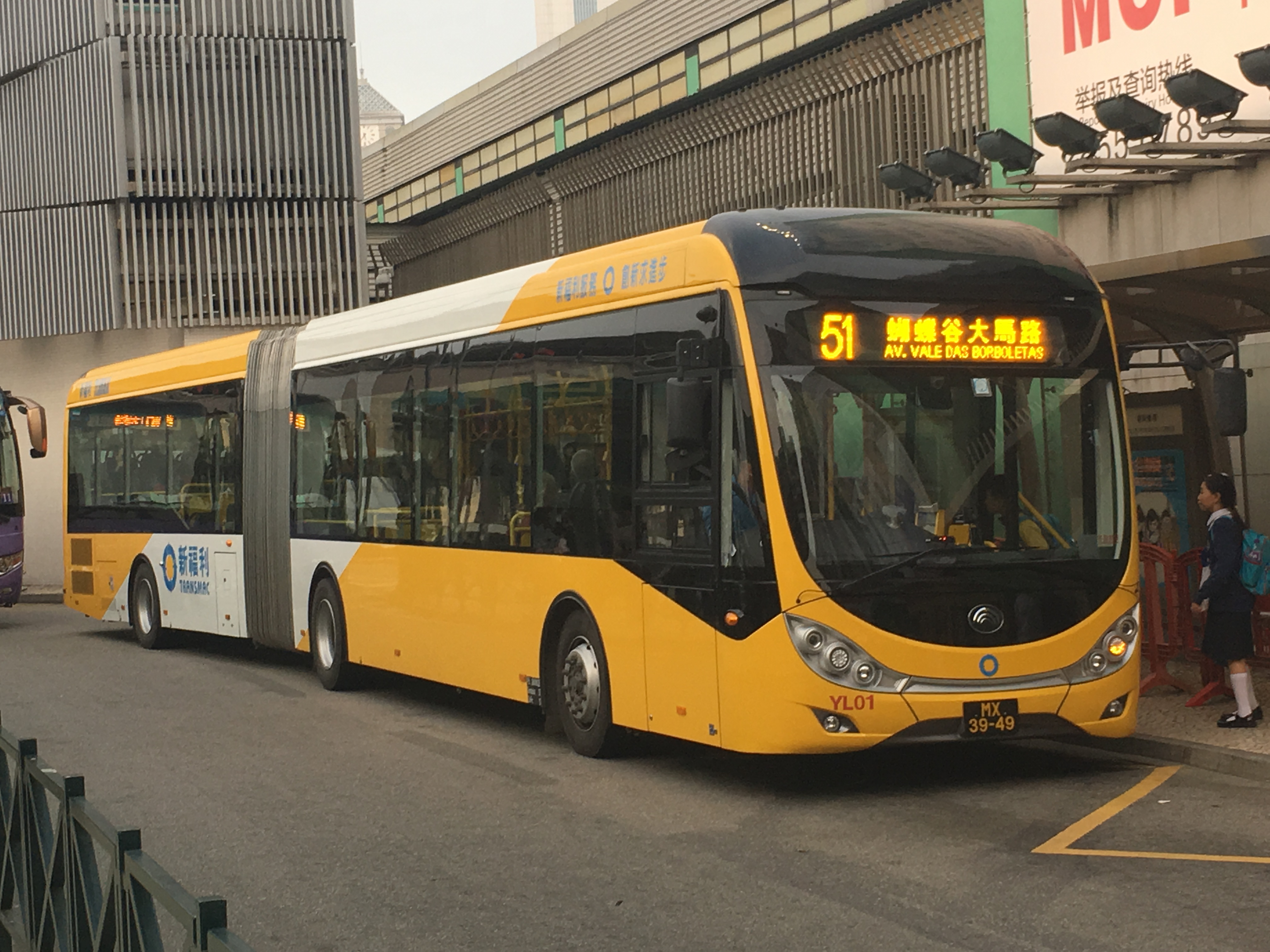
حافلة مفصلية صينيةُ الصٌّنع في ماكاو من نوع يوتونج زيد كيه 6180 إتش جي إتش وتُشغلها شركة ترانسماك باسم واي إل 01.

استوردت شركة النقل الحضري محدودة المسؤولية في ماكاو (ترانسماك) حافلة مفصلية بطول 18 مترًا، بدأ تشغيلها في 6 يناير 2018 بعد إجراء عدة اختبارات وتحسينات. عملت الحافلة على الخط 51 خلال ساعات الذروة.

#### تايوان

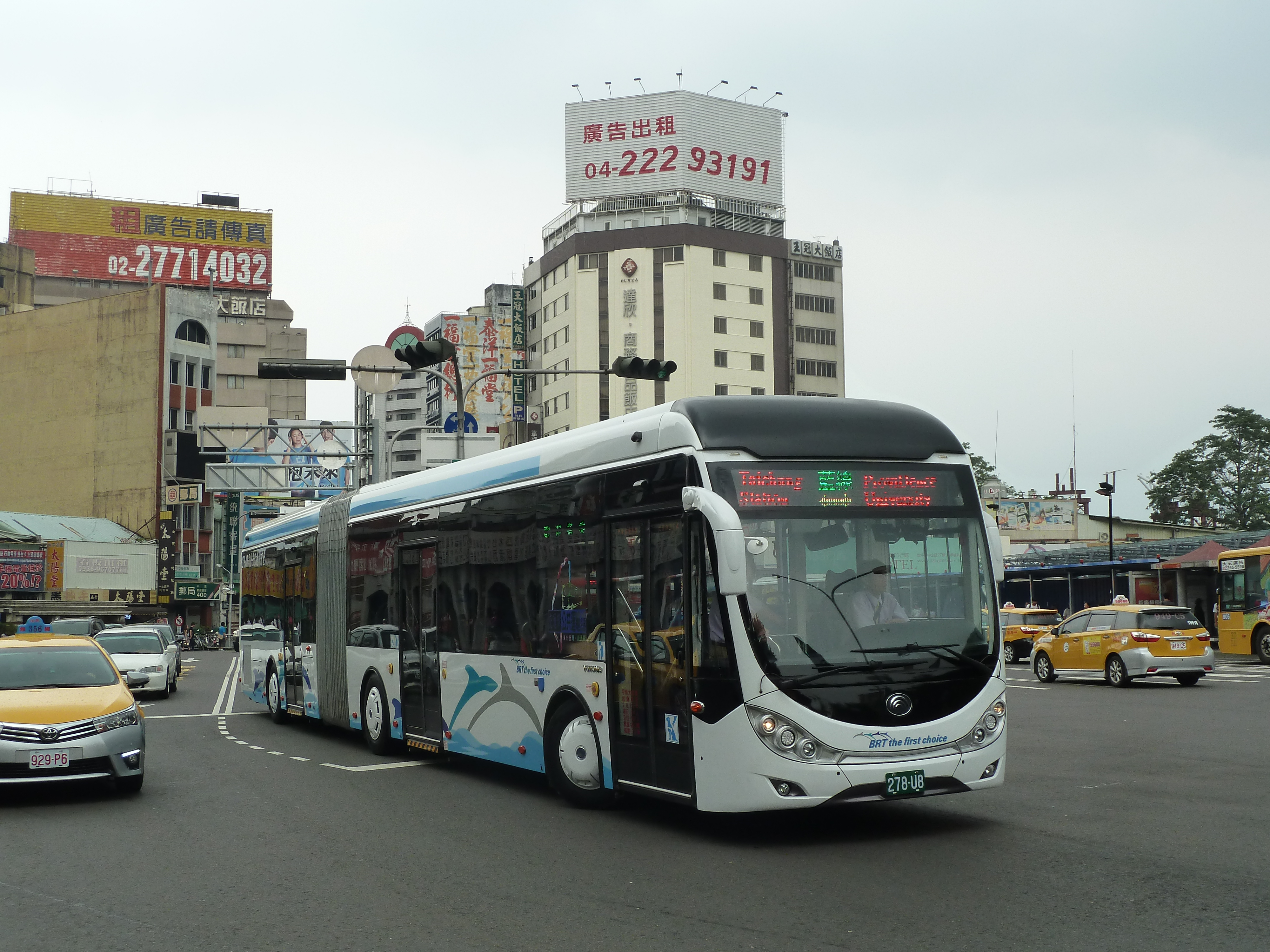
حافلة مفصلية من نوع يوتونج زيد كيه 6180 إتش جي في تايوان.

تم السَّماحُ بالحافلات المفصلية في تايوان في فبراير 2012، وبدأ بناء الخط الأزرق لمخطط نقل الحافلات السريع في تاي شانغ في نوفمبر 2013. تم افتتاح الخط للعامّة في 27 يوليو 2014.

#### إندونيسيا

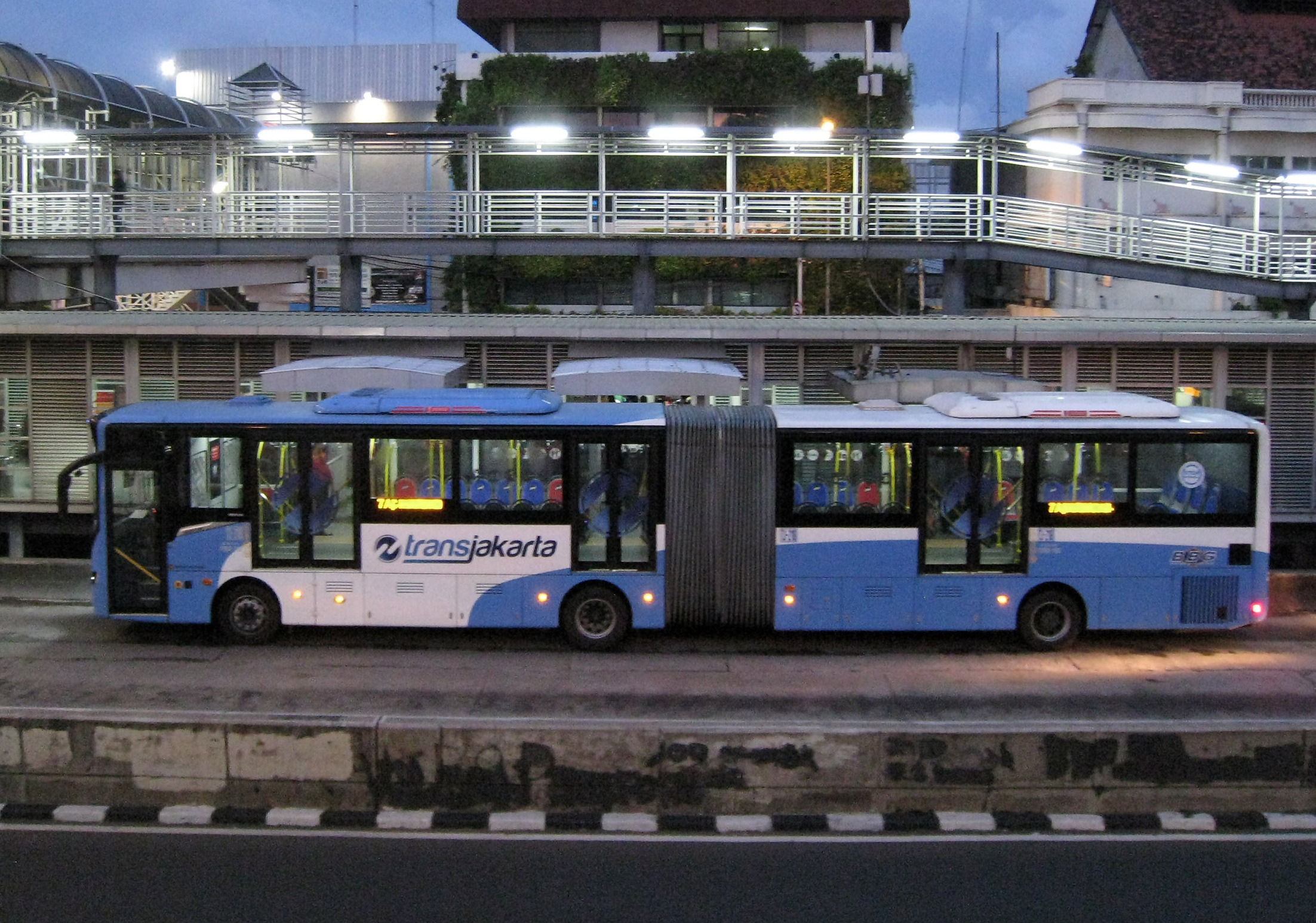
حافلة سكانيا في محطة هارموني المركزية للحافلات في جاكرتا، وتُشغلها

نظام النقل السريع بالحافلات في جاكرتا (ترانس جاكرتا)، والذي يعد واحداً من أطول أنظمة النقل السريع بالحافلات (BRT) في العالم، ظلَّ يستخدم الحافلات المفصلية التي تُصَنِّعها شركة سكانيا السويدية في بعض أكثر طُرقه انشغالاً منذ عام 2015. قبل تقديم حافلات سكانيا، كانت تُستخدم حافلات صينية الصُّنع من نوع وانغهاي، جونغ تونغ، يوتونج وأنكاي، وحافلات محلية الصُّنع من نوع إنكا إنوباص وأيه أيه آي كومودو والتي كانت في الخدمة بالفعل لعدة سنوات قبل استخدامها في نظام النقل السريع.

#### سنغافورة

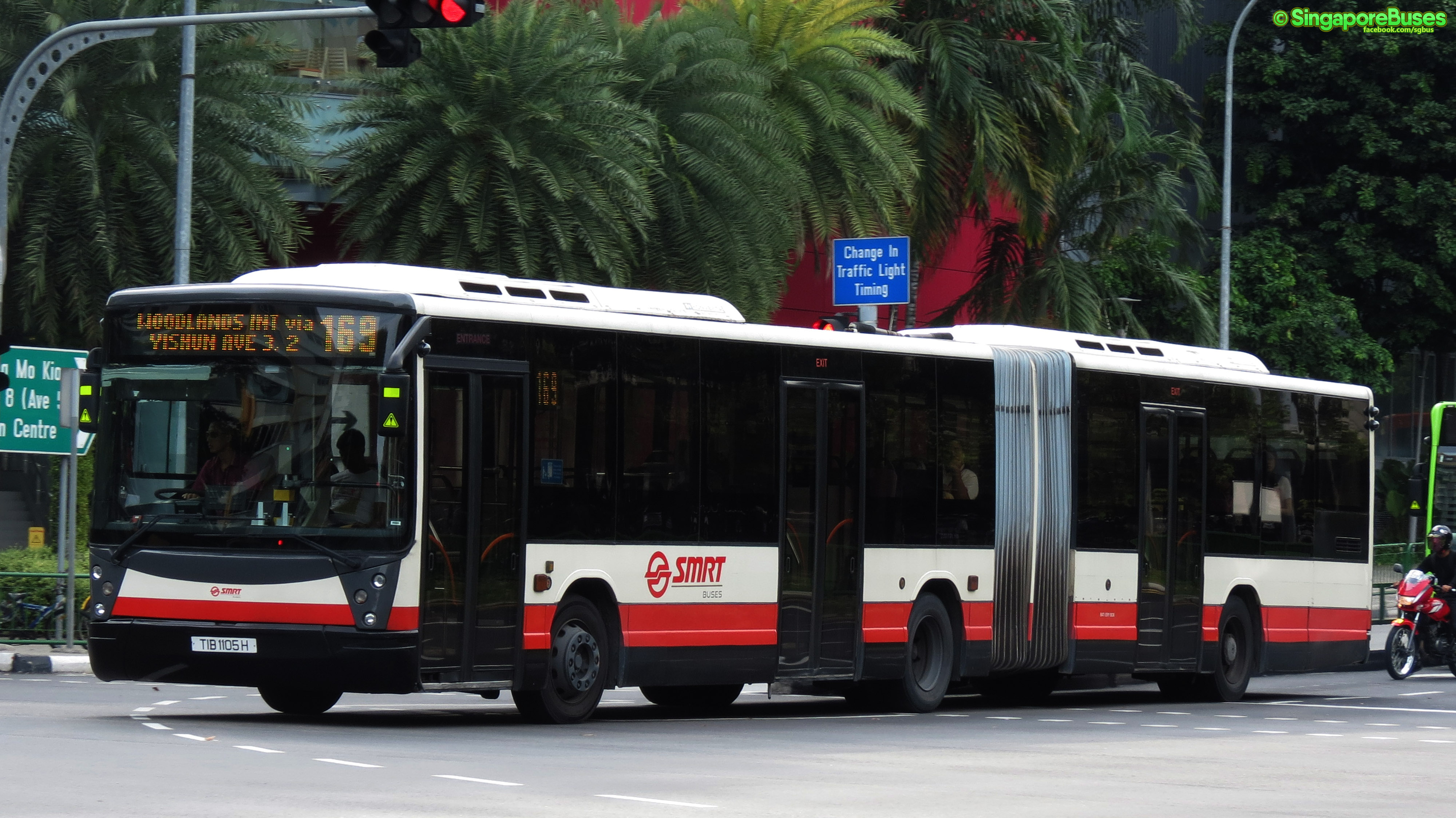
حافلة مفصلية من نوع مرسيدس-بنز أو 405 جي تُشغلها شركة إس إم آر تي للحافلات.

في سنغافورة، تم تقديم الحافلات المفصلية لأول مرة عام 1996 بواسطة شركة ترانس آيلاند لخدمات الحافلات (تدعى اليوم إس إم آر تي للحافلات) باستخدام حافلات مرسيدس-بنز أو 405 جي (عليها هياكل خارجية من نوع هيسبانو كاروسيرا إم كي 1، هيسبانو كاروسيرا إم كي 2، هيسبانو هابيت وفولغرين سي آر 221). اعتبارًا من ديسمبر 2019، 16 فقط من الحافلات التي عليها هيكل هيسبانو هابيت ما زالت في الخدمة. في عام 2015، قدمت إس إم آر تي 40 حافلة من نوع مان إن جي 363 إف - أيه 24 لتحل محل الدفعة الأولى من حافلات مرسيدس أو 405 جي، في حين تم استبدال الدُفعات اللاحقة بحافلات ذات طابقين قدمتها هيئة النقل البري في سنغافورة. تم سحب جميع حافلات أو 405 جي ذات هيكل هيسبانو هابيت من الخدمة بحلول عام 2020 كجزء من سياسة هيئة النقل البري والمتجهة نحو أسطول حافلات مُهيأ لصعود الكراسي المتحركة بنسبة 100٪.
قدمت خدمات حافلات سغافورة (اختصاراً إس بي إس، وتدعى في الوقت الحاضر إس بي إس ترانزيت) حافلة من نوع فولفو بي 10 إم أيه بهيكل خارجي من نوع دوبل ميتسك عام 1996 وحافلة أخرى من نوع مرسيدس-بينز أو 405 جي بهيكل خارجي من نوع فولغرين في عام 1997 لتقييم مدى ملاءمة الحافلات المفصلية بالنسبة لحافلات ذات طابق واحد بسعة عالية. إلا أن التجربة باءت بالفشل وتمسكت إس بي إس بالحافلات ثنائية الطابق والتي تدعوها "الحافلات الخارقة" بطول 12 متراً. تم بيع الحافلتين المفصليتين في النهاية إلى خطوط حافلات بايز في منطقة ديري فلات بمدينة أوكلاند في نيوزيلندا في مارس 2006. قامت إس بي إس ترانزيت بتشغيل الحافلات المفصلية مرة أخرى في مارس 2018 عندما نقلت إليها عشر حافلات من نوع مان أيه 24 والتي كانت تشغلها شركة إس إم آر تي على دفعات بواسطة هيئة النقل البري.

#### فيتنام
في فيتنام، تم تقديم أول حافلة مفصلية وتشغيلها في 16 أكتوبر 2010 بواسطة شركة النقل ترانسيركو في العاصمة هانوي. تم اختبارها على الخط 07 والواصل بين محطة حافلات مي دين إلى مطار نو باي. كانت الحافلة جزءًا من مشروع هانوي إيكوترانس المدعوم من الاتحاد الأوروبي ومنطقة إيل دو فرانس. كانت الحافلة من طراز مرسيدس يورو 2 والتي تم تصنيعها في ديسمبر 2003 بواسطة مرسيدس-بنز فيتنام وكانت تستخدم سابقًا في ألعاب جنوب شرق آسيا (SEA Games) في هانوي. تم طلي الحافلة باللون الأصفر بدلاً من الألوان التقليدية الأبيض والأصفر والأحمر (من الأعلى إلى الأسفل) وكان على متنها بائعان للتذاكر بدلاً من واحد. تلقت الحافلة مراجعات إيجابية من الركاب ولكن الحافلة لم تعد تعمل في هانوي، جيث أن الخط 07 مشغول الآن بحافلات اشتركت في تصنيعها شركتي ثاكو وهيونداي وحافلات من نوع دايوو بي سي 212 إم أيه.

### أمريكا الشمالية

#### الولايات المتحدة الأمريكية

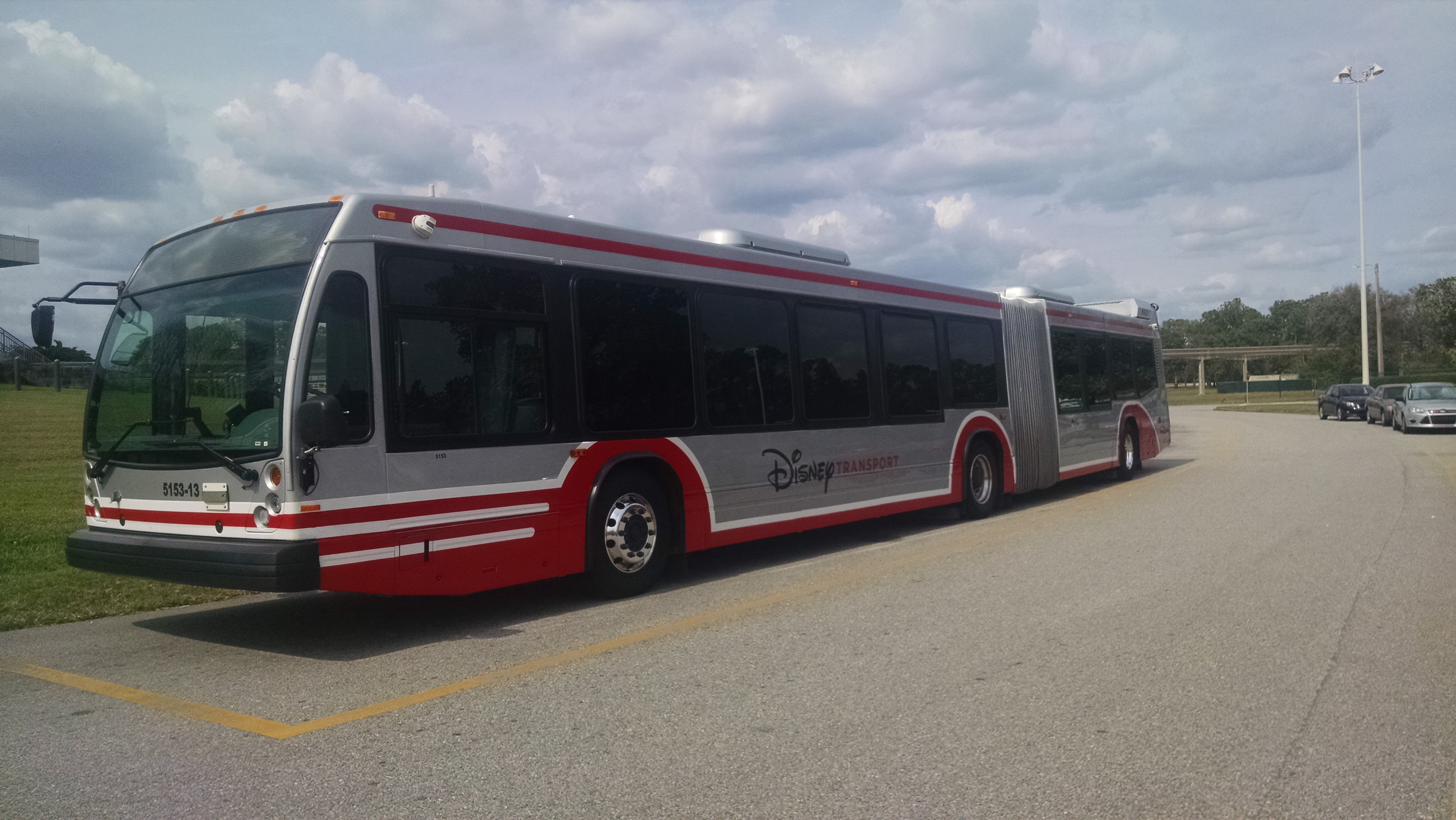
حافلة مفصلية كندية الصنع من نوع نوفا باص إل إف إس في مركز النقل والتذاكر في عالم والت ديزني في فلوريدا وهي جزء من نظام نقل ديزني.

الحافلات المفصلية شائعة في عدة مراكز حضرية أمريكية مثل مدينتي آكرون وكليفلاند في ولاية أوهايو، مدينتي هيوستن وأوستن في تكساس، بالتيمور في ميريلاند، بوسطن في ماساتشوستس، منيابولس سانت بول وروتشستر في مينيسوتا، ميامي، أورلاندو وعالم والت ديزني في فلوريدا، شيكاغو، روك أيلاند ومولين في إلينوي، دنفر في كولورادو، إنديانابوليس في إنديانا، لوس أنجيلوس، سان دييغو، سان فرانسيسكو ومقاطعة أورانج في كاليفورنيا، جامعة روتجرز في نيوجيرسي، نيويورك المدينة وروتشستر في نيويورك، فيلادلفيا وبيتسبرغ في بنسيلفانيا، فينيكس في أريزونا، دافنبورت وبيتيندورف في آيوا، سياتل في واشنطن وواشنطن العاصمة. في مدينة يوجين بولاية أوريغون، يستخدم قسم النقل الداخلي في مقاطعة لين حافلات مفصلية في بعض الطرق ذات حركة المرور العالية، وكذلك في خدمة النقل السريع بالحافلات إيميرالد إكسبرس (EmX).

#### كندا
في كندا، يتم استخدام الحافلات المفصلية في العاصمة أوتاوا وفي مُدن تورونتو، برامبتون، هاميلتون، لندنوميسيساغا وفي منطقة يورك وشلالات نياجارا في مقاطعة أونتاريو، مدينتي إدمونتون وكالغاري في ألبرتا، كيبك المدينة، مونتريال، غاتينو ولونغوي في كيبك، هاليفاكس في نوفا سكوشا، ساسكاتون في ساسكاتشوان، مترو فانكوفر في كولومبيا البريطانية ووينيبيغ في مانيتوبا.

#### المكسيك
عادة ما تستخدم الحافلات المفصلية في المكسيك على خطوط النقل السريع بالحافلات (BRT)، كشبكة النقل السريع متروباص في مدينة مكسيكو، شبكة النقل السريع ماكروباص في غوادالاخارا، شبكة إيكوفيا في مونتيري وشبكة أوبتي باص في ليون.

### أمريكا الجنوبية
في أمريكا الجنوبية، يتم استخدام الحافلات المفصلية في كيتو عاصمة الإكوادور، ساو باولو ووكوريتيبا في البرازيل، سانتياغو عاصمة تشيلي وبوغوتا عاصمة كولومبيا.

### أوقيانوسيا

#### أستراليا

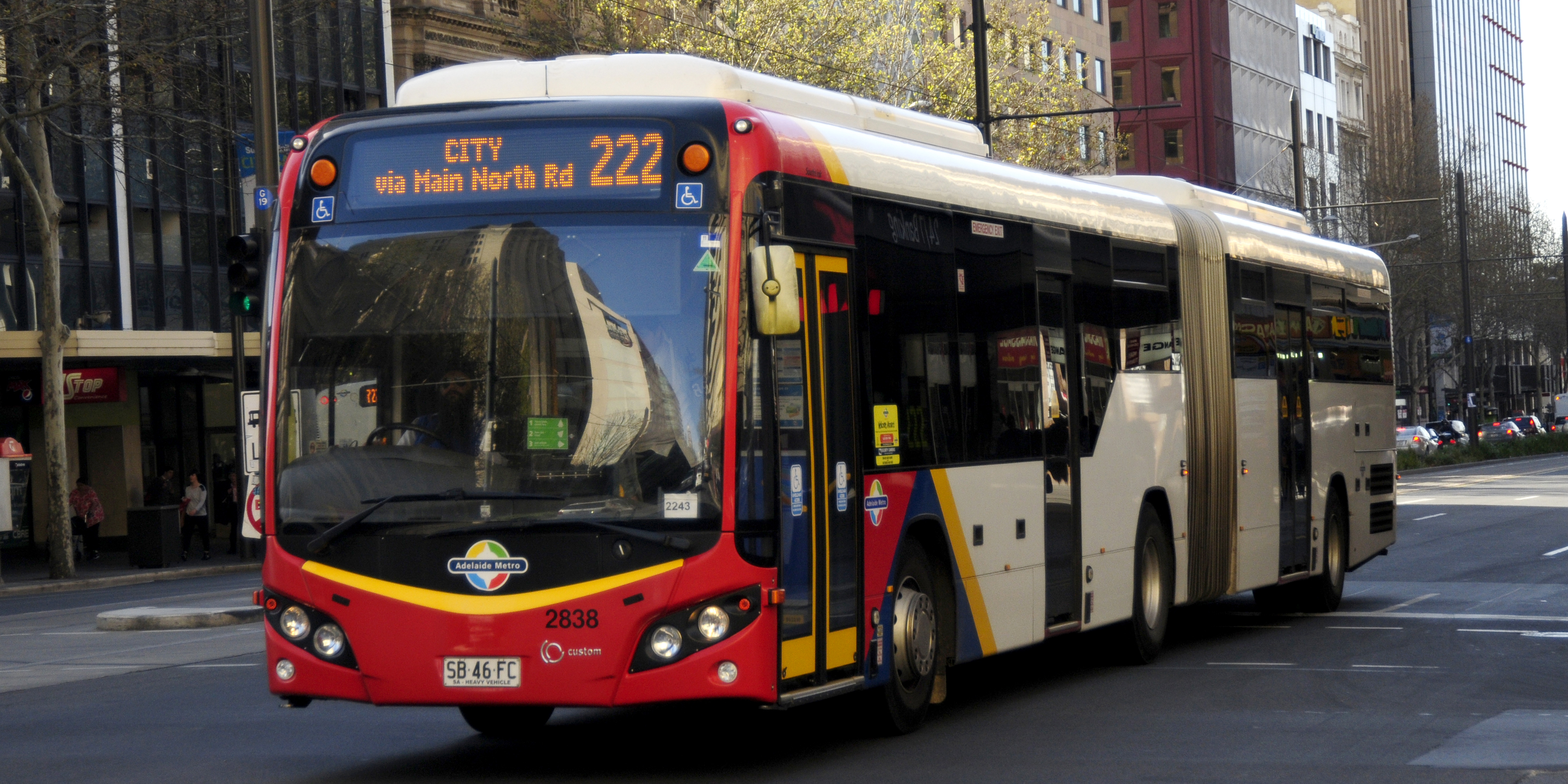
حافلة مفصلية من نوع سكانيا كي 320 يو أيه وتُشغلها شركة ساوث لينك كجزء من مترو أديلايد.

في مدينة أديلايد بولاية جنوب أستراليا، يتم استخدام الحافلات المفصلية على خط حافلات أو-بان، حيث تصل سرعتها إلى 100 كم/ساعة. أول حافلات مفصلية استُخدمت هناك هي حافلات مرسيدس-بنز أو 305 جي؛ بعد ذلك، تم استخدام ثلاث حافلات من نوع مان إس جي 280 إتش على خط أو-بان. في السنوات الأخيرة، أُثبت أنه من الصعب العثور على حافلات مفصلية منخفضة الأرضية مناسبة لتحل محل حافلات مرسيدس المصنعة عام 1984، لأن تصميم مسار أو-بان يمنع للأسف استخدام معظم الحافلات المفصلية الحديثة. شهدت سيدني أكبر مُدن أستراليا تشغيل الحافلات المفصلية لسنوات عديدة. تُشغل المدينة حاليًا أسطولًا من طرازات مختلفة يشمل ثمانين حافلة من نوع فولفو بي 12 بي إل إي أيه والتي انضمت إلى أسطول حافلات سيدني بين عامي 2005 و2006، مما أدى إلى زيادة سعة الركاب على طول العديد من الشوارع والأروقة المزدحمة. تم تسليم عدة نماذج أولية للحافلات في عامي 2008 و2009 لتعمل على أول خط في متروباص سيدني، خط إم 10 الذاهب من منطقة ليتشهاردت إلى كينغسفورد وتقاطع ماروبرا. هذه الحافلات تختلف في هياكلها الميكانيكية، هياكلها الخارجية وتصميماتها الداخلية. حافلات فولفو بي 12 بي إل إي أيه المفصلية مُهيأة بالكامل لصعود الكراسي المتحركة، مكيفة، لديها أنظمة معلومات مرئية ومسموعة للركاب للدلالة على الوجهة والمحطة التالية ومقاعد قماشية. بالإضافة إلى ذلك، لكل حافلة مدخلٌ بلا درجات، مما يساعد الركاب الأقل قدرة على الحركة. لها كذلك مقاعد قابلة للطي في الجزء الأمامي من الحافلة مما يسهل الحركة والوقوف داخل الحافلة للركاب الذين يستعملون الكراسي المتحركة وعربات الأطفال. بين عامي 2009 و2010، تم تقديم 150 حافلة مفصلية جديدة من نوع فولفو بي 12 بي إل إي أيه في أسطول حافلات سيدني، العديد منها يُشكل جُزءاً من مشروع توسعة المتروباص في سيدني.

## الأنواع

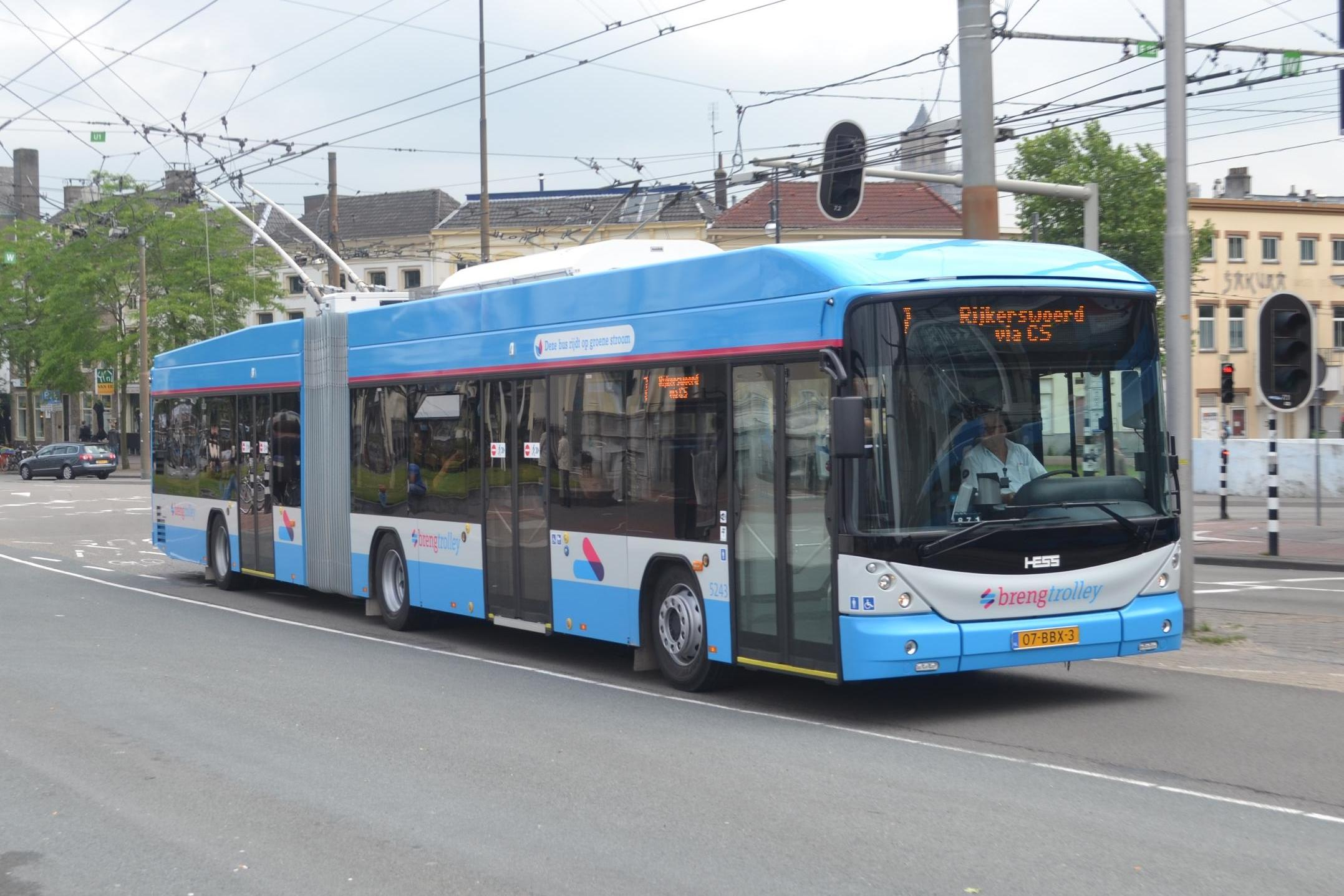
حافلة مفصلية سطحية التمديد الكهربائي في آرنم، هولندا.

يمكن أن يكون للحافلات المفصلية تركيباً "دافعاً" أو "ساحباً". حيث أن الحافلات الساحبة تكون قوة المحرك فيها مطبقة على إحدى محاور القسم الأمامي ويجر معه القسم الخلفي، بينما الحافلات الدافعة تكون قوة المحرك مطبقة على محور القسم الخلفي من الحافلة. عدد قليل جداً من الشركات تخصصت في تصنيع القسم المفصلي للحافلات. إحدى هذه الشركات هي أيه تي جي أوتوتيكنك جي إم بي إتش في بلدية سيك الواقعة بالقرب من مدينة هامبورغ الألمانية.

### الحافلات الساحبة

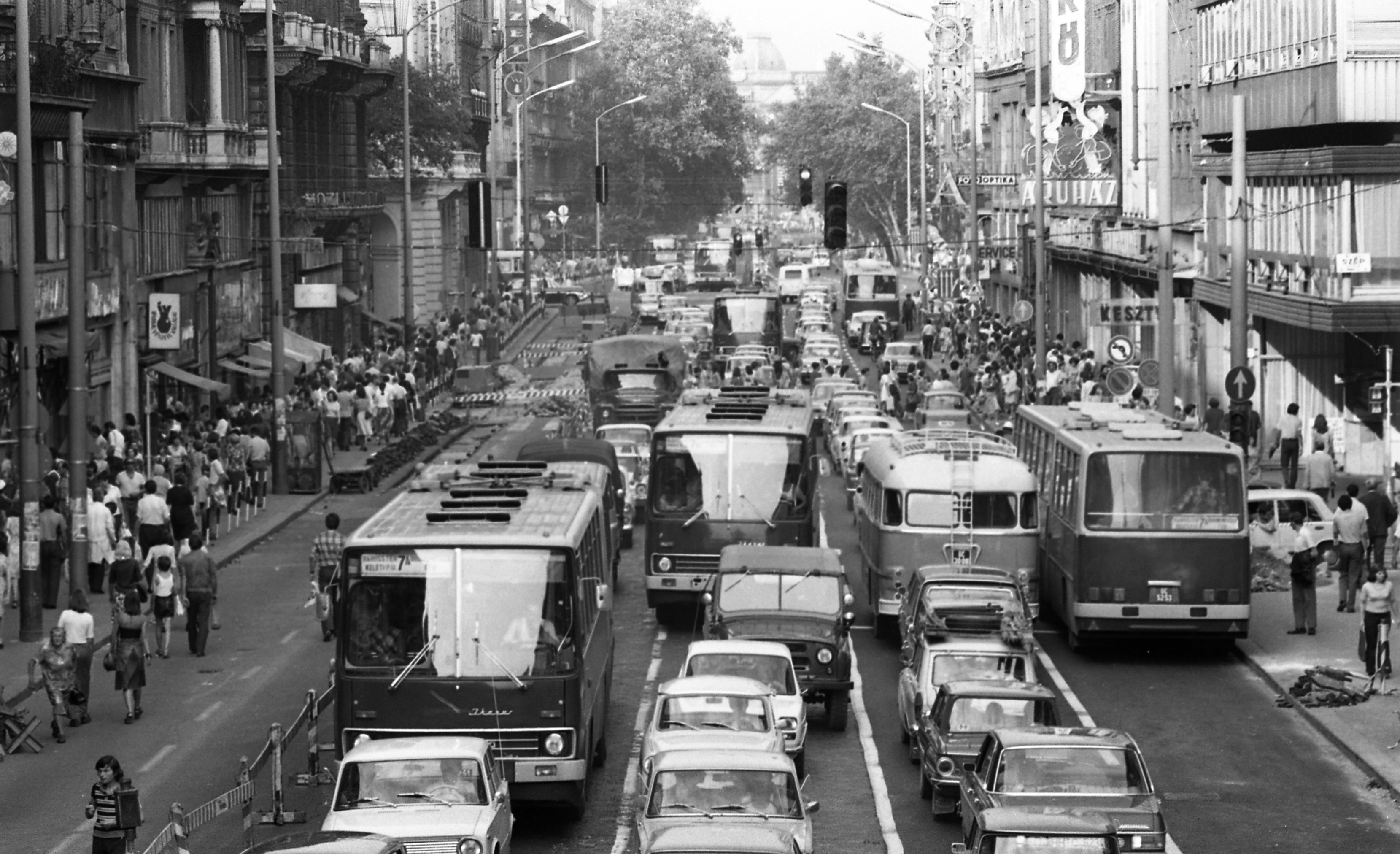
حافلات من نوع إيكاروس 280 في بودابست عام 1975.

في معظم الحافلات المفصلية الساحبة، يتم تثبيت المحرك تحت الأرض بين محوري الدوران الأمامي والمتوسط، وتكون القوة مطبقة على المحور الأوسط فقط. يعتبر البعض هذا تصميمًا قديمًا، لأنه يمنع تخفيض مستوى الأرضية لأقل من 750 مليمتر (29.5 بوصة) تقريبًا، ويمكن أن يسبب عدم ارتياح للركاب لما يُصدره من أصوات مزعجة ومستويات اهتزاز عالية. من ناحية أخرى، يمكن استخدام الحافلات من هذا النوع في الشوارع الضيقة جدًا أو المليئة بالحفر. تؤدي الحافلات الساحبة أيضًا أداءً أفضل في الظروف الثلجية أو الجليدية، حيث أن القسم الأمامي للحافلات الدافعة يمكن أن ينزلق ويلتوي بمساعدة القسم الخلفي الدافع مشكلاً زاوية حادة مع القسم الخلفي، بينما القوة في الحافلات الساحبة صادرة من القسم الأمامي فلا يمكن للقسم الخلفي أن يدفعه. للطرازات الأحدث من الحافلات الساحبة كحافلة فان هول أيه جي 300 أرضية منخفضة وتحافظ على تصميم الحافلات الساحبة حيث تكون كتلة المحرك أبعد قليلاً عن المركز مقابل الباب الثاني للحافلة. بالإضافة إلى ذلك، فإن محور الدوران الخلفي غير المزوَّد بالطاقة أبسط بكثير ولا يحمل أي وزن للمحرك، مما يسهل تركيب آليات الانعطاف العكسية لتقليل نصف قطر الدوران.
أحد طرازات الحافلات الساحبة النموذجية حافلة إيكاروس 280 مجرية الصنع، النسخة المفصلية من إيكاروس 260، والتي تم تصنيع 60993 حافلة منها بين عامي 1973 و2002، معظمها لدول الكتلة الشرقية. تمثل حافلات إيكاروس 280 ثلثي الحافلات المفصلية التي تمت صناعتها في السبعينيات. الحافلات المفصلية الساحبة اليوم تصنع بأعداد أقل، ولكنها لا تزال متاحة في الدول الاسكندنافية وأمريكا الجنوبية. كحافلات فولفو بي 9 إس وفولفو بي 12 إم.

### الحافلات الدافعة
تحتاج الحافلة الدافعة إلى نظام تخميد في المفصل درءاً لعدة مخاطر متعلقة بالانزلاق وفقدان السيطرة، كانزلاق القسم الأمامي مؤدياً لتشكل زاوية حادة بين القسم الأمامي والخلفي وبالتالي فقدان السيطرة على المركبة. تم تطوير نظام التخميد هذا بواسطة ورشات إف إف جي فالكنريد في ألمانيا. تكلفة إنتاج الحافلات الدافعة أقل من الحافلات الساحبة. تصنيع الحافلات الساحبة يختلف تماماً عن الحافلات الأحادية وغالبًا ما يتم تصنيعها من قبل الشركات المسؤولة عن تصنيع الهياكل الخارجية لانخفاض كمية الإنتاج مقارنة بالحافلات الأحادية، بينما يمكن لشركات تصنيع الحافلات ببساطة دمج الجزئين الأمامي والخلفي لحافلة أحادية لبناء حافلة مفصلية دافعة، مما أدى إلى خفض تكلفة الإنتاج.
في الحافلات الدافعة، تكون قوة المحرك مطبقة على محور الدوران الخلفي فقط بواسطة محرك احتراق داخلي مركب في القسم الخلفي من الحافلة، ويتم الحفاظ على الثبات الطولاني للحافلة من خلال معدات هيدروليكية نشطة مُركبة أسفل القرص الدوار. يتيح هذا النظام الحديث إمكانية بناء حافلات بلا درجات وبأرضيات منخفضة على طول الحافلة، مما يسهل الوصول للركاب ذوي الاحتياجات الخاصة.
تعاني الحافلات المفصلية الدافعة منخفضة الأرضية الحديثة أيضاً من مشاكل في نظام التعليق لأن عجلاتها لا تتمكن من امتصاص التعرجات التقليدية لسطح الطريق. هذا يؤدي أيضًا إلى عدم ارتياح الركاب والتحطم السريع نسبيًا للبنية الفوقية للمركبة.
بعض الشركات المصنعة للحافلات المفصلية من النوع الدافع هي مرسيدس-بنز، نيو فلاير، مان، فولفو وسكانيا. كان لحافلتي رينو بي آر 180 و بي آر 180.2 (الإصدارات المفصلية من الحافلتين العاديتين بي آر 100 و بي آر 100.2) تبايناً خاصًا في تصميم الحافلات الدافعة حيث كانت قوة المحرك مطبقةً على كل من محوري الدوران المتوسط والخلفي، مع مرور عمود الإدارة عبر القرص الدوار بين محوري القيادة.

### طاقة بديلة

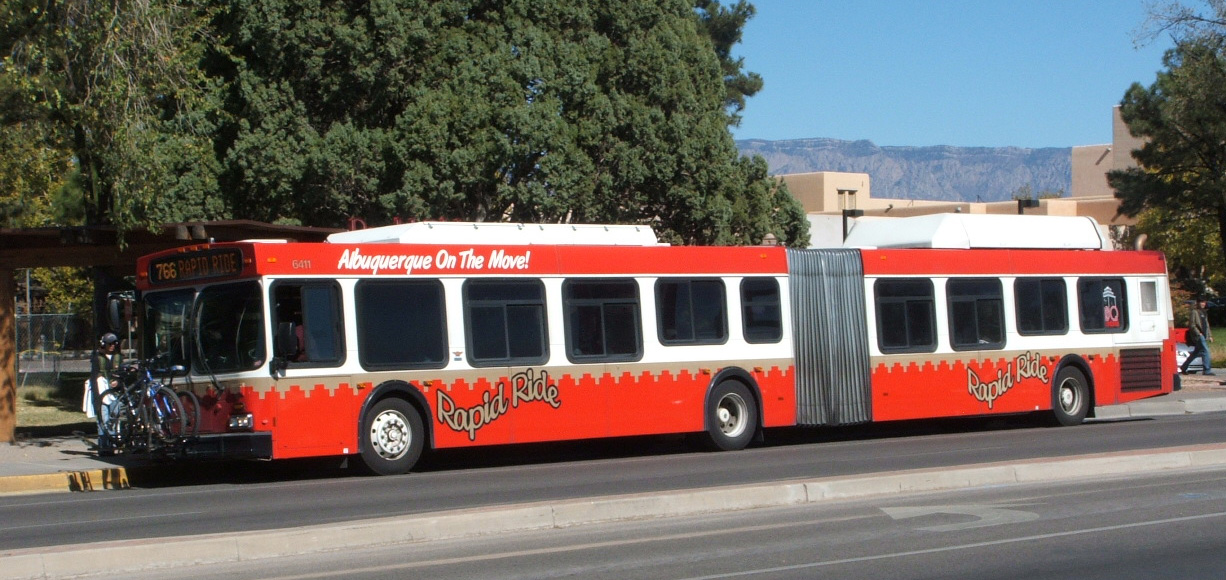
حافلة هجينة من نوع نيو فلاير دي إي 60 إل إف تعمل على الديزل والكهرباء في ألباكركي، نيو مكسيكو، الولايات المتحدة الأمريكية.

على الرغم من أن غالبية الحافلات المفصلية تستخدم محركات الديزل لقوتها المحركة، فقد اعتمد عدد من مشغلي الحافلات طاقة الغاز الطبيعي المضغوط في محاولة لتقليل التلوث الجوي. تعتمد العديد من هيئات النقل الأخرى في الولايات المتحدة وكندا على الحافلات المفصلية الهجينة والتي تعمل بالديزل والكهرباء، مثل نيو فلاير دي إي 60 إل إف. يوجد أيضاً حافلات مفصلية سطحية التمديد الكهربائي، تستخدم أسلاكاً سلسلية لتشغيل محركاتها الكهربائية.

### حافلات ثنائية المفصل

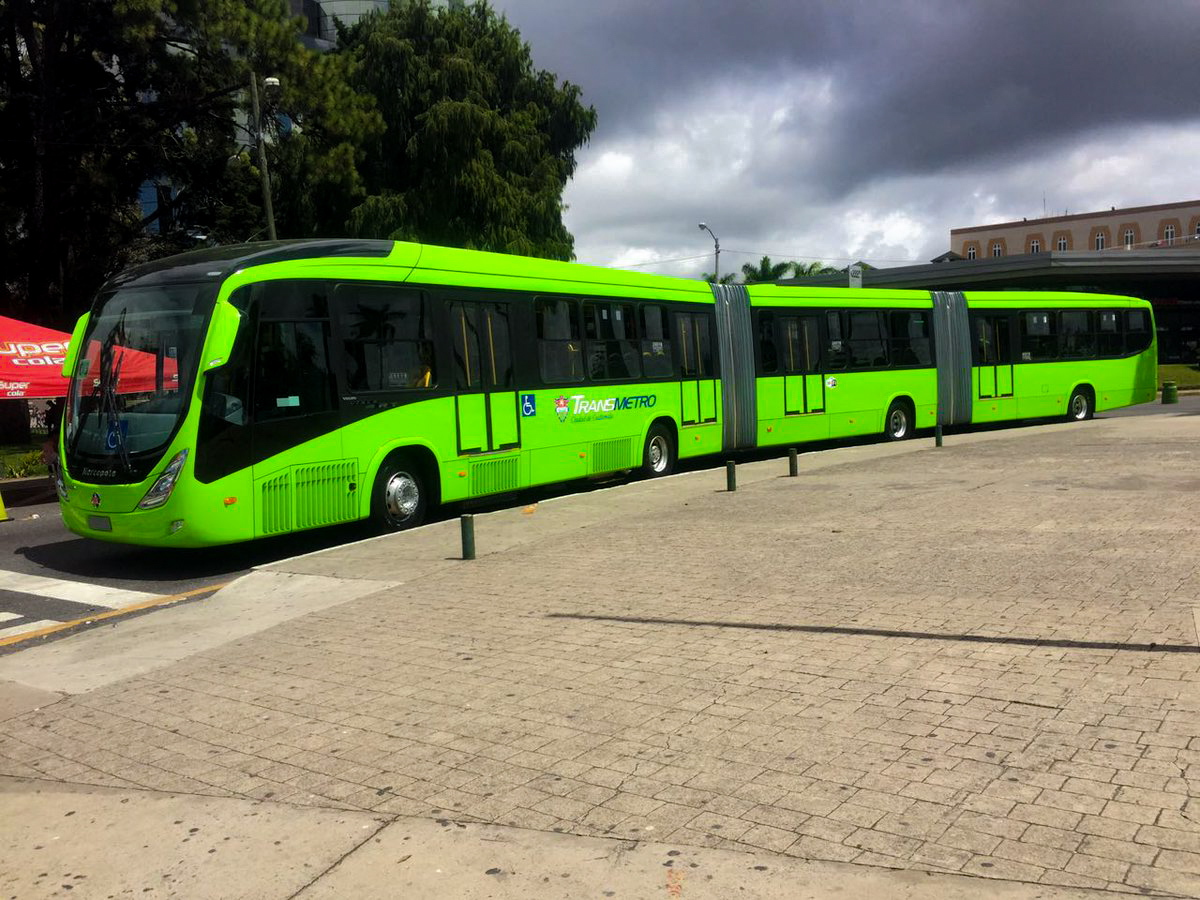
حافلة ثنائية المفصل في مدينة غواتيمالا، غواتيمالا.

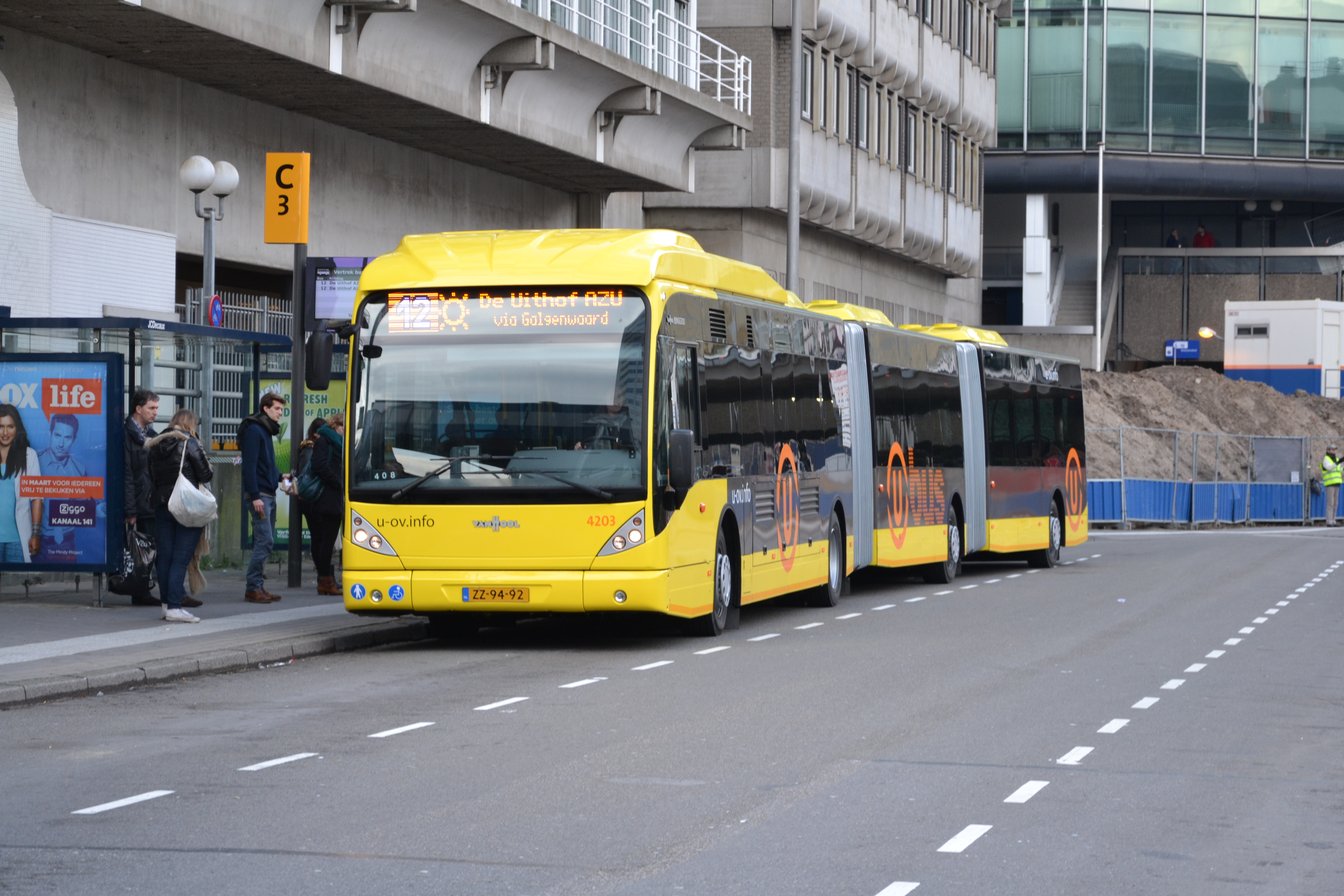
حافلة ثنائية المفصل في أوترخت، هولندا.

منذ أواخر الثمانينيات، تم توسيع مفهوم الحافلة المفصلية بشكل أكبر بإضافة قسم مقطور ثانٍ يمدد الحافلة إلى طول وسعة قريبين من الترام، لإنشاء حافلة ثنائية المفصل، تسمى أيضًا الحافلة الثلاثية. طورت شركة تصنيع صينية تدعى يونجمان حافلة ثنائية المفصل بطول 25 متراً سُميت جاي إن بي 6280 جي، وتعتبر "الأكبر في العالم"، وسيتم استخدامها في بكين.
لا تزال الحافلات ثنائية المفصل نادرة، حيث تم تجربتها ورفضها في بعض الأماكن. نظرًا لطولها، فإنها تلعب دورًا على الطرق الواسعة جداً فقط، أو كجزء من نظام النقل السريع بالحافلات. يمكن العثور على الأمثلة الرئيسية للحافلات ثنائية المفصل التي تلعب دورًا رئيسيًا في النقل السريع بالحافلات في كوريتيبا، بوغوتا، مكسيكو المدينة، كيتو، إلخ... تعتبر فولفو مورداً رئيسياً للحافلات ثنائية المفصل من النوع الساحب في هذه الأسواق. في هولندا، دخلت الحافلات ثنائية المفصل الخدمة في أوترخت عام 2002 وخرونينجن عام 2014 على طرقٍ مزدحمة.

### حافلات مفصلية ذات طابقين
كانت هناك عدة محاولات لتصميم حافلة مفصلية بطابقين. قامت شركة نيوبلان المحدودة للحافلات ببناء حفنة من حافلات نيوبلان جامبوكروزر بين عامي 1975 و1992. في هذه النماذج، يمكن الانتقال بين القسمين في الطابق العلوي فقط، بحيث يكون لكل قسم مداخله وسلالمه الخاصة.

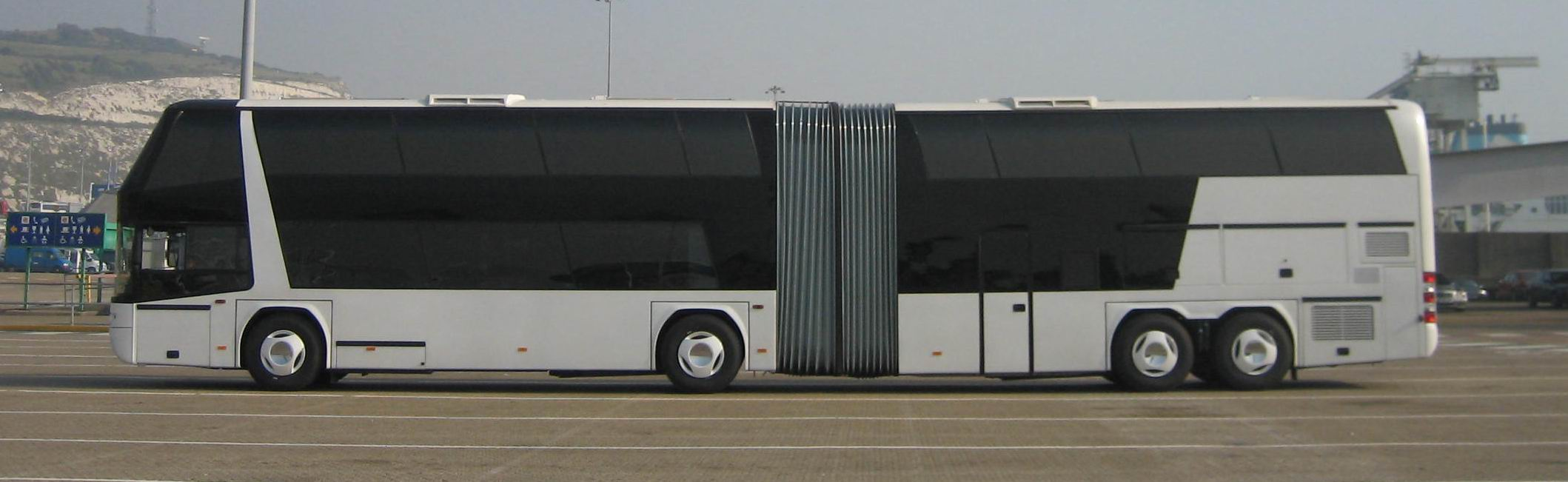
حافلة مفصلية معدلة ذات طابقين من نوع نيوبلان جامبوكروزر طراز سنة 1992

## ترخيص القيادة
في بعض دول الاتحاد الأوروبي، وكذلك في الولايات المتحدة وكندا، يمكن قيادة الحافلات المفصلية بنفس الرخصة المؤهلة لقيادة الحافلات الثابتة، في حين أن الحافلات التي تقطر مقطورة عادية تتطلب كل من رخصتي قيادة الحافلة والقاطرة. أما الحافلات ثنائية المفصل فتتطلب تدريباً خاصاً.

## في الثقافة الشعبية
في حملة مرتبطة بفيلم المتحولون: ثأر الهاوي، تم إنشاء شخصية من المتحولين عام 2014 باستخدام قطع من حافلة مفصلية والمركبة الفعلية كانت الشكل البديل للشخصية وأطلق عليها اسم "بيندي-باص برايم".

## روابط خارجية
- اعتبارات السياقة ومواضع المحرك